# Hrobka Schliků (Veliš)
Hrobka Schliků, také hrobka Šliků případně mauzoleum rodu Schliků nebo Schlikovská (Šlikovská) hrobka je pohřebiště českého šlechtického rodu Schliků ve Veliši v okrese Jičín. Nachází se v ohrazeném areálu severozápadně od velišského hřbitova. V letech 1925–1926 byla vystavěna nákladem Jindřicha Schlika.

## Historie a architektura

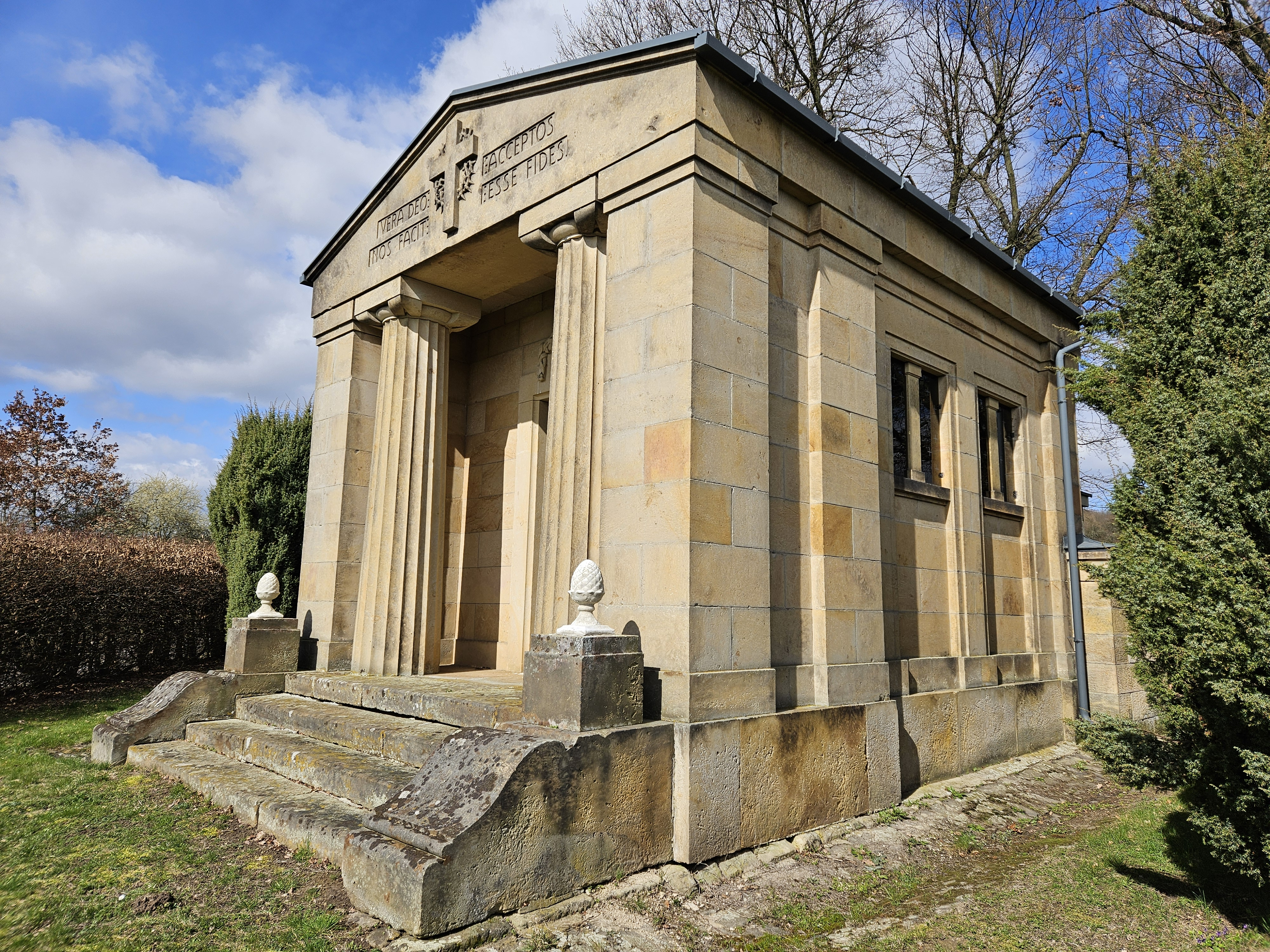
Schlikovská hrobka od jihu

Veliš je v majetku rodu Schliků od roku 1634, kdy panství zakoupil polní maršál a prezident dvorské válečné rady Jindřich IV. Schlik (1580–1650). V majetku rodu statek Veliš zůstal s přestávkami až do roku 1949. Po Sametové revoluci byly znárodněné majetky rodu vráceny (zámek Jičíněves a Vokšice).
Hrobku nechal po smrti svých rodičů postavit Jindřich Schlik (1875–1957). Návrh vytvořil architekt a dlouholetý ředitel Státní průmyslové školy sochařské a keramické v Hořicích Václav Weinzettl. Mauzoleum bylo postaveno v letech 1925–1926 v novoklasicistním stylu s prvky secese. Autorem kamenických prací byl J. Kyselo. Stavba není orientována a má dvě části. V přední kapli je ve stěně nad oltářem s plastikou Ukřižovaného zazděn původní schlikovský erb s korunou, vedle něho jsou kruhová okna. Po stranách jsou obdélná okna, která jsou vyplněna vitrážemi s florální tematikou. Vlevo jsou na polici uloženy urny. Uprostřed podlahy je vstup do prostorné krypty, která se nachází severně od kaple.
Na štítě hrobky je reliéf latinského kříže a nápis VERA DEO ACCEPTOS NOS FACIT ESSE FIDES (Bohem přijatými se stáváme opravdovou vírou). Dominantou průčelí jsou masivní dórské sloupy. Nad vchodem je nápis Schlik.
Pozemek, na kterém se hrobka machází, je oplocen. Hlavice sloupů vstupní brány do areálu zdobí secesní motýli.

## Galerie

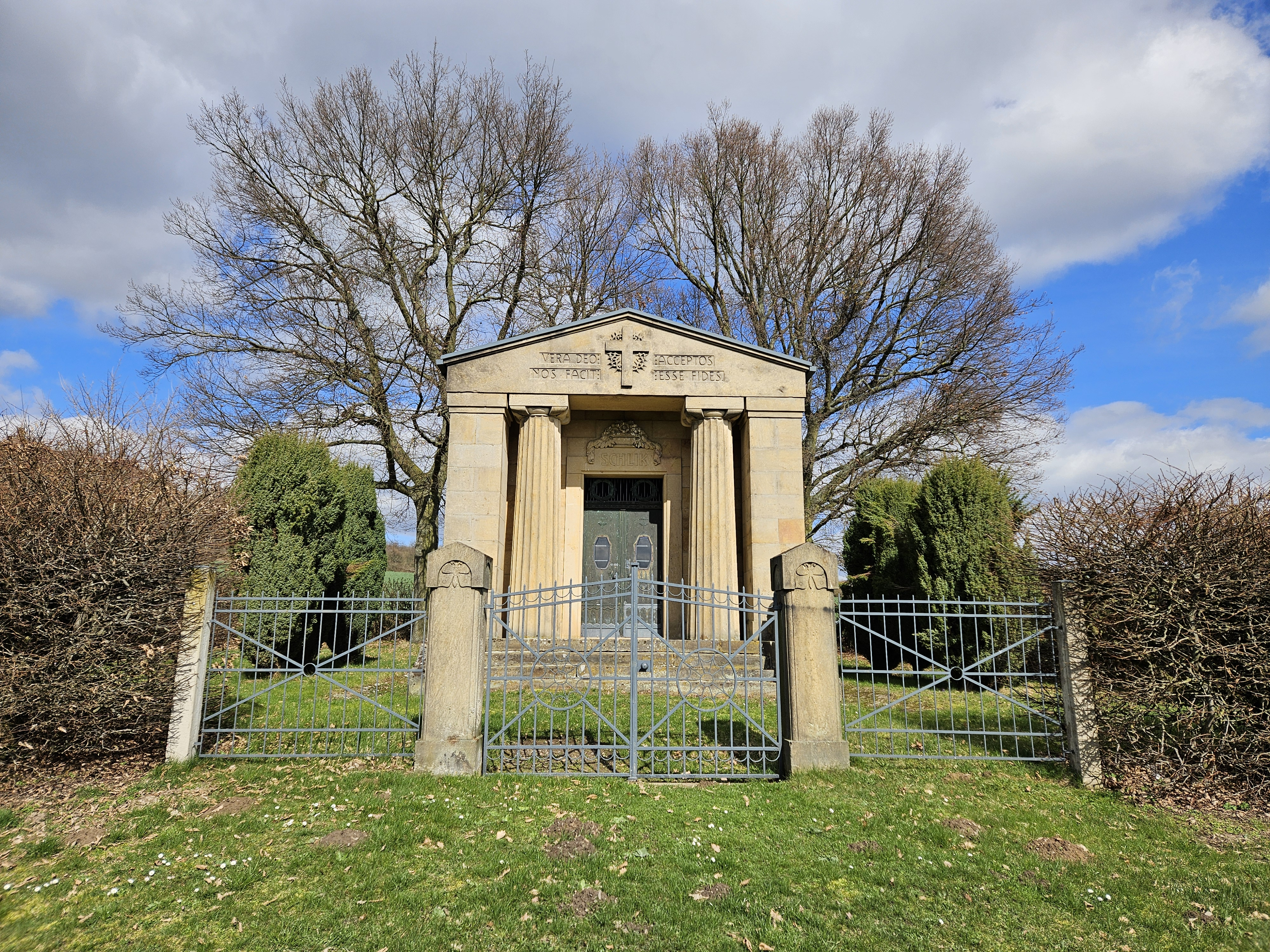
Celkový pohled
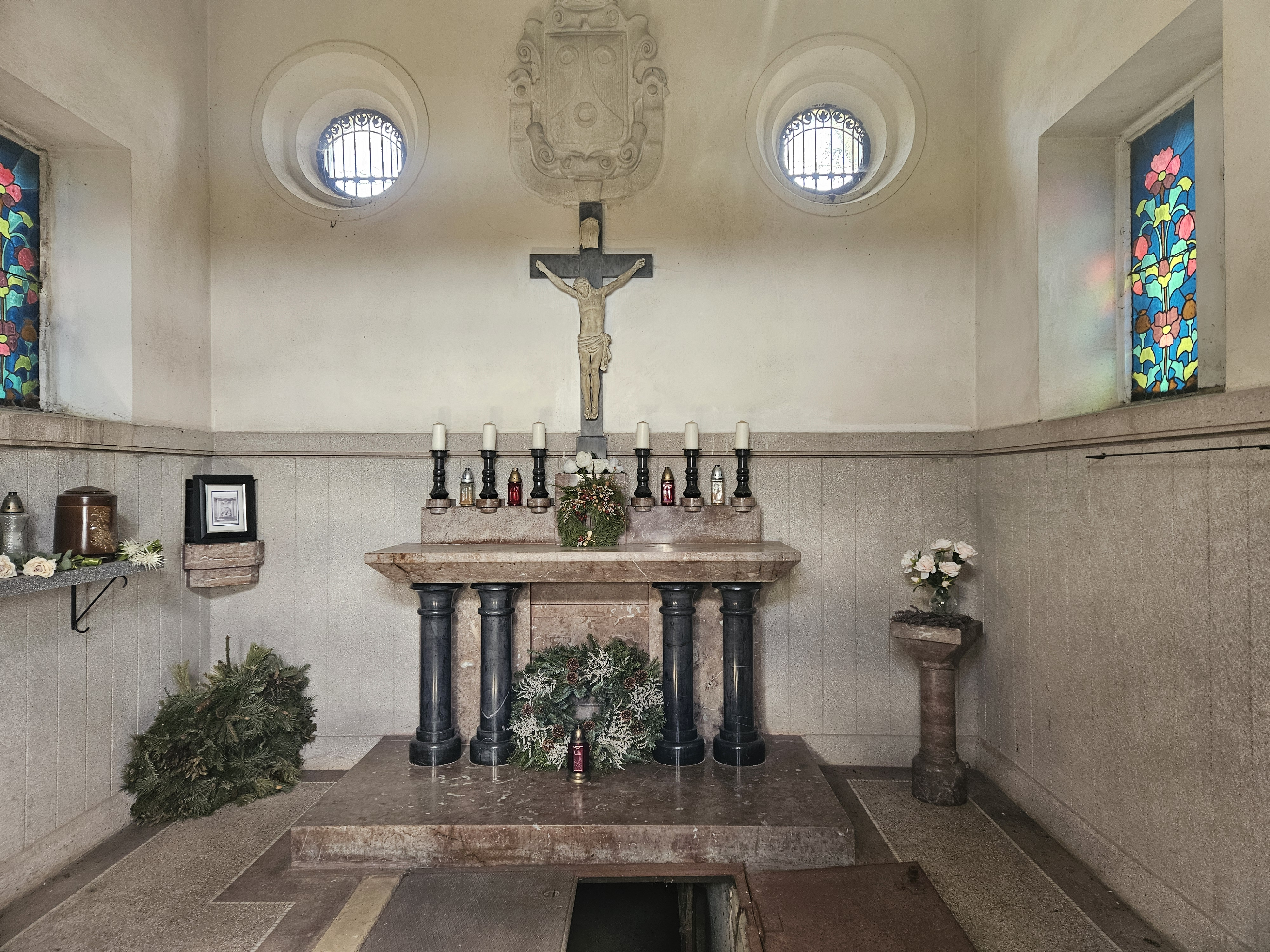
Interiér
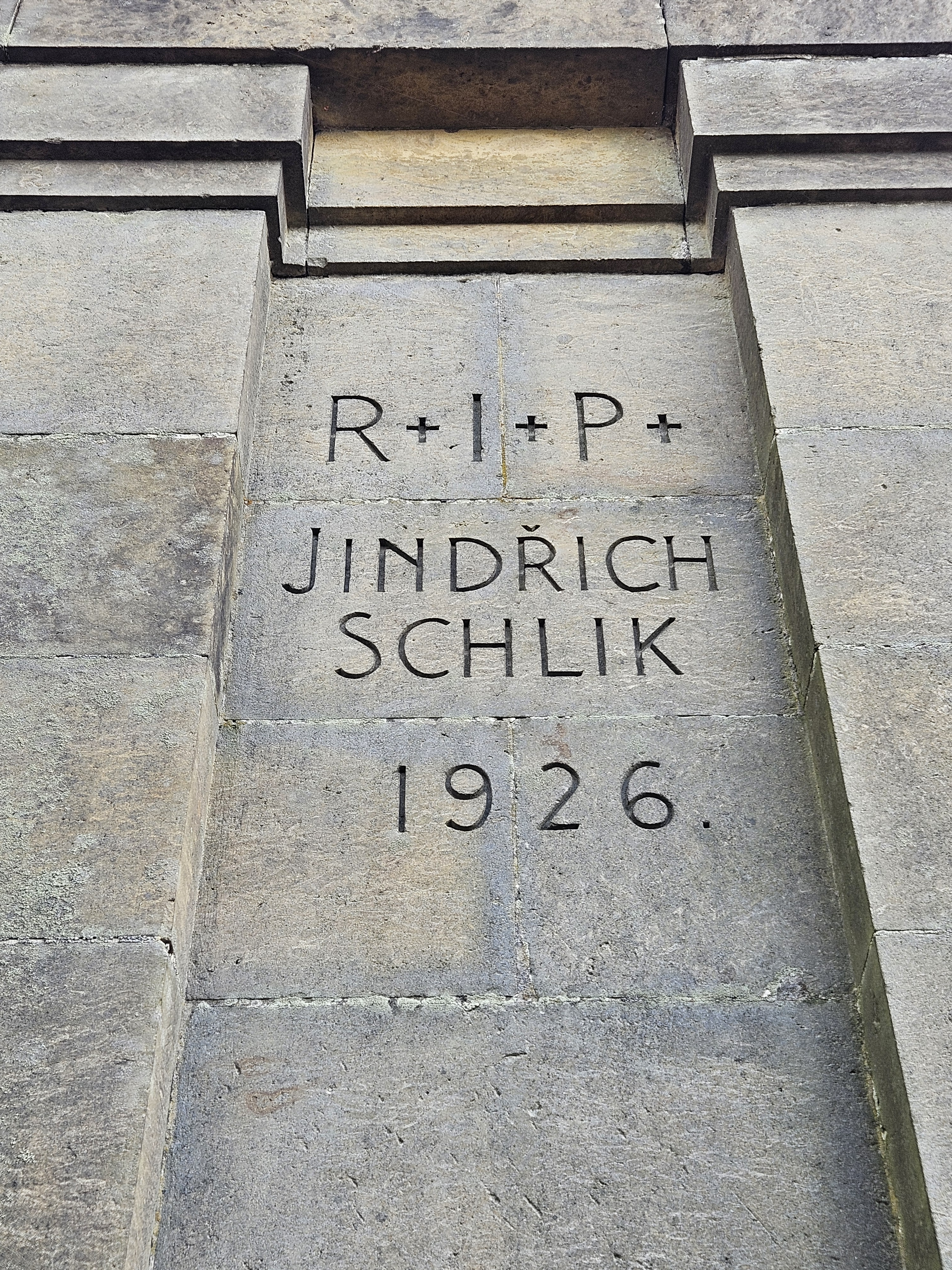
Stavebník a rok dokončení výstavby
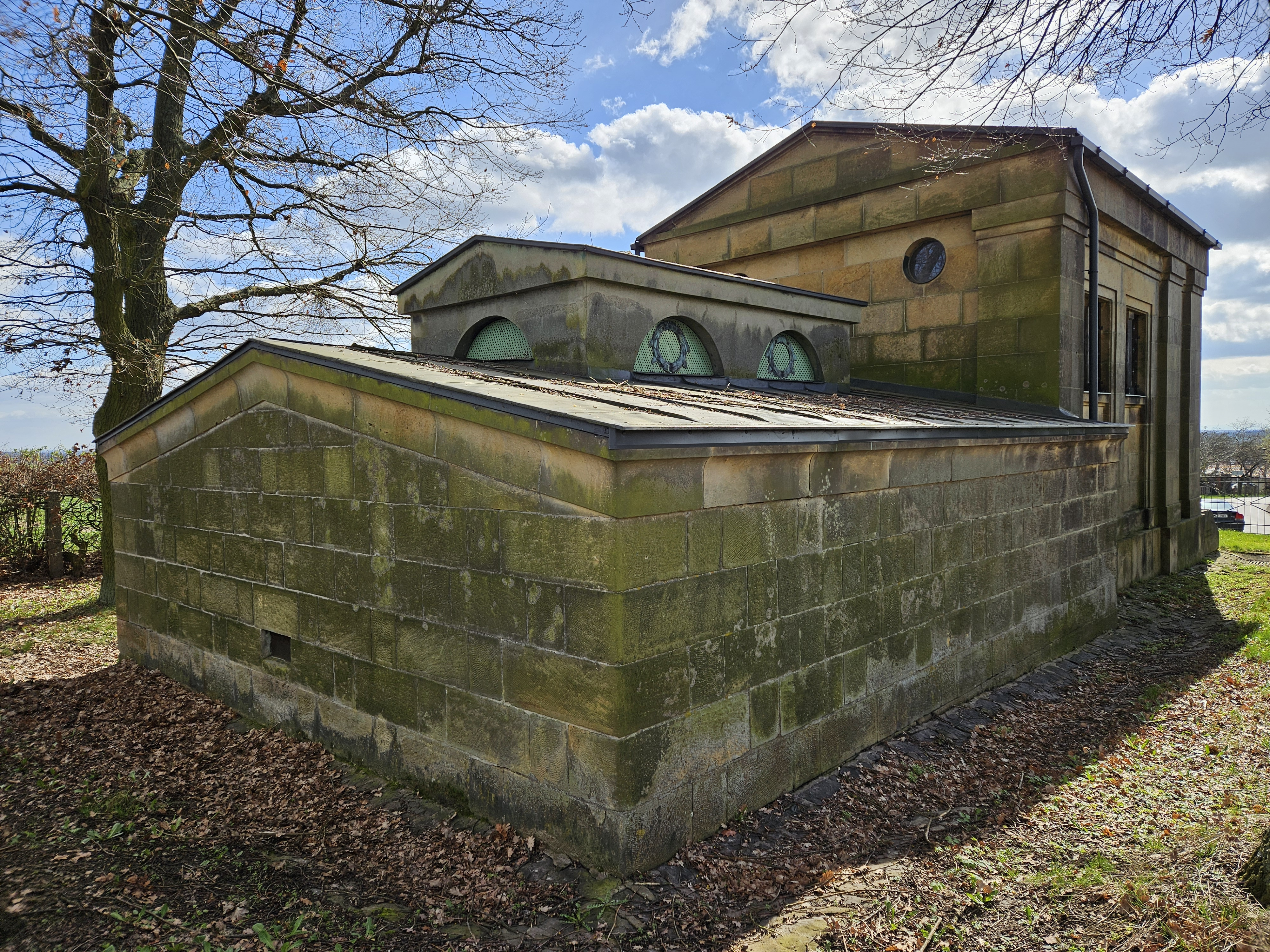
Pohled na kryptu
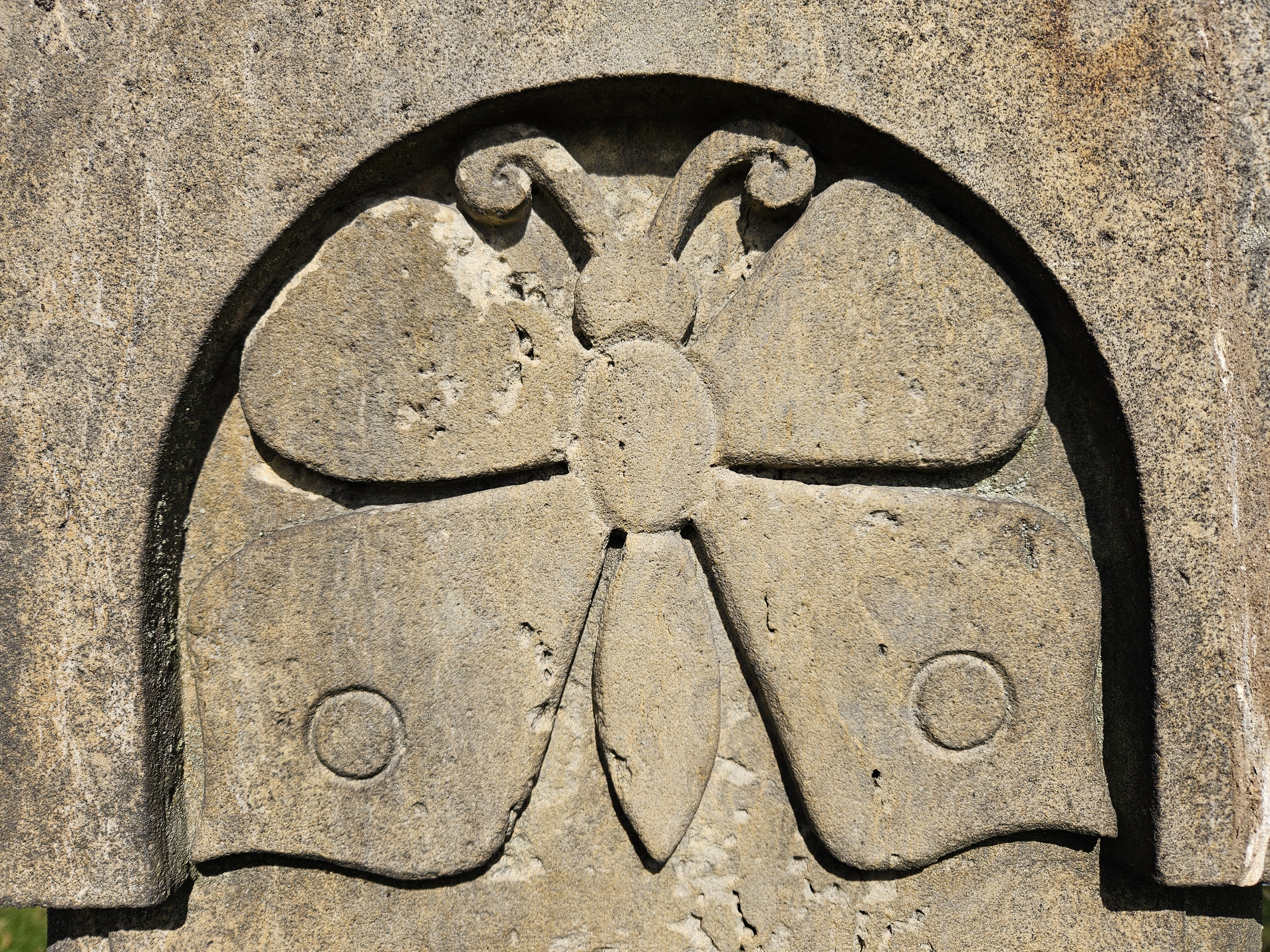
Motýl na hlavici sloupu brány
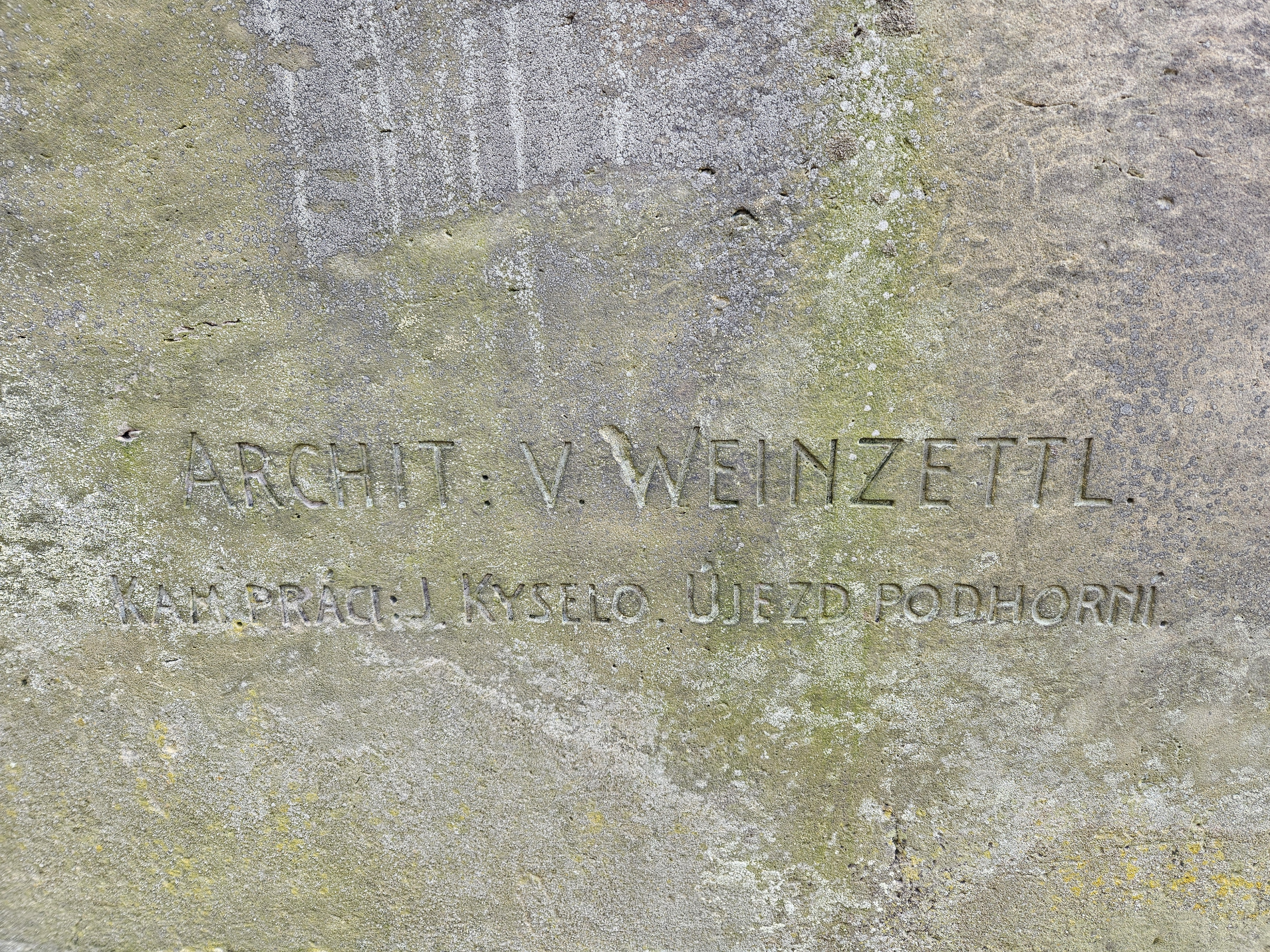
Nápis

## Seznam pohřbených (výběr)
Dříve bývali Schlikové ve východních Čechách pohřbíváni v Kopidlně na prostranství severně od kostela sv. Jakuba, mezi nimi např. Josef Jindřich Schlik (1754–1806), jeho manželka Marie Filipína z Nostitz-Rienecku (1764–1843) nebo jejich dcera Marie Alžběta (1790–1855). Další pohřebiště bylo v Libáni, kde byl pohřben František Jindřich Schlik (1789–1862), jiný zdroj uvádí, že byl také pohřben v Kopidlně. Po ztrátě Kopidlna nechal Jindřich Schlik převézt ostatky svých předků a příbuzných do Veliše.

### Chronologicky podle data úmrtí
V tabulce jsou uvedeny základní informace o pohřbených. Fialově jsou vyznačeni příslušníci rodu Schliků, žlutě jsou vyznačeny přivdané manželky, pokud zde byly pohřbeny. Modře je označen ten, kdo byl v hrobce pohřen přechodně, a zeleně ti, kteří byli pohřbeni původně jinde. Červeně jsou zvýrazněny hlavy rodu a do roku 1949 majitelé zámku Jičíněves. První písemná zmínka o předcích je z roku 1394, ale na počátku vzestupu rodu stál teprve Kašpar Schlik († 1449), který se stal kancléřem a sekretářem Zikmunda Lucemburského a v roce 1422 byl povýšen do panského stavu a následně v roce 1437 do hraběcího stavu. Zde jsou však generace počítány až od Jindřicha I. Schlika († před 1425). Kopidlnská rodová větev, která žije na zámcích v Jičíněvsi a Vokšicích, je přímou linií ostrovské větve. U manželek je generace v závorce a týká se generace manžela. Děti jsou vypsány v poznámce u matky, avšak pokud byla matka pohřbena jinde nebo její pohřbení v této hrobce je nepotvrzené, jsou děti uvedeny v poznámce u otce.
Seznam není kompletní.
| Po-řadí | Gene-race | Jméno pohřbeného             | Datum a místo narození            | Otec                                                                              | Datum a místo sňatku, choť | Pohřeb a uložení do hrobky | Poznámky |
| Po-řadí | Gene-race | Jméno pohřbeného             | Datum a místo úmrtí               | Matka                                                                             | Datum a místo sňatku, choť | Pohřeb a uložení do hrobky | Poznámky |
| ------- | --------- | ---------------------------- | --------------------------------- | --------------------------------------------------------------------------------- | --- | --- | --- |
| 1.      | 7.        | Jáchym Ondřej Schlik         | 9. 9. 1569 Ostrov                 | Julius Schlik † 1575                                                              | 1589: Anna Maria Liebsteinská z Kolowrat | Dočasně zde byla uložena lebka (cranium) popraveného. Na začátku 90. let 20. století byla zcizena, zloději však byli dopadeni. Schlikové následně lebku umístili do zámecké kaple v Jičíněvsi.   | Člen direktoria Českého království za panský stav (1618–1619), poté nejvyšší zemský sudí Českého království (1619–1620). Po porážce druhého českého stavovského povstání byl popraven katem Janem Mydlářem na Staroměstském náměstí. Byla mu setnuta hlava a pravá ruka, které pak byly vystaveny na Staroměstské mostecké věži. Po četných prosbách vdovy byla jeho hlava jako jediného z popravených předána rodině. Později byla uložena v rodinné hrobce u Veliše. |
| 1.      | 7.        | Jáchym Ondřej Schlik         | 21. června 1621 Praha-Staré Město | Anna Marie Ungnadová ze Sunecku                                                   | Anna Kateřina Smiřická ze Smiřic † 1610 | Dočasně zde byla uložena lebka (cranium) popraveného. Na začátku 90. let 20. století byla zcizena, zloději však byli dopadeni. Schlikové následně lebku umístili do zámecké kaple v Jičíněvsi.   | Člen direktoria Českého království za panský stav (1618–1619), poté nejvyšší zemský sudí Českého království (1619–1620). Po porážce druhého českého stavovského povstání byl popraven katem Janem Mydlářem na Staroměstském náměstí. Byla mu setnuta hlava a pravá ruka, které pak byly vystaveny na Staroměstské mostecké věži. Po četných prosbách vdovy byla jeho hlava jako jediného z popravených předána rodině. Později byla uložena v rodinné hrobce u Veliše. |
| 1.      | 7.        | Jáchym Ondřej Schlik         | 21. června 1621 Praha-Staré Město | Anna Marie Ungnadová ze Sunecku                                                   | 27. 5. 1612 Kosel: Voršila Žofie z Oppersdorff 1589 – 4. 12. 1649                                                                              | Dočasně zde byla uložena lebka (cranium) popraveného. Na začátku 90. let 20. století byla zcizena, zloději však byli dopadeni. Schlikové následně lebku umístili do zámecké kaple v Jičíněvsi.   | Člen direktoria Českého království za panský stav (1618–1619), poté nejvyšší zemský sudí Českého království (1619–1620). Po porážce druhého českého stavovského povstání byl popraven katem Janem Mydlářem na Staroměstském náměstí. Byla mu setnuta hlava a pravá ruka, které pak byly vystaveny na Staroměstské mostecké věži. Po četných prosbách vdovy byla jeho hlava jako jediného z popravených předána rodině. Později byla uložena v rodinné hrobce u Veliše. |
| 2.      | 13.       | František Jindřich Schlik    | 23. 5. 1788 nebo 1789 Praha       | Josef Jindřich Schlik 11. 11. 1754 Vídeň – 13. 12. 1806 Kopidlno                  | 24. 4. 1817 Praha: Marie Žofie z Eltz, zv. Faust von Stromberg 12. 3. 1796 – 4. 9. 1821 Praha                                                  | Smuteční mše se konala 19. 3. 1862 v Augustiniánském kostele ve Vídni, následně bylo tělo převezeno do Kopidlna, kde proběhl obřad s vojenskými poctami. Původně pohřben v Kopidlně nebo Libáni. | Hlava rodu a majorátní pán fideikomisu Kopidlno a Staré Hrady (1806–1862). Generál císařského rakouského jezdectva, dědičný člen Panské sněmovny rakouské Říšské rady (1862, nesložil přísahu). Bojoval v bitvě u Aspern (1809), bitvě u Wagramu (1809), bitvě u Lipska, kde za nešťastných okolností přišel o pravé oko, a bitvě u Solferina (1859). Narodily se mu následující děti: - 1. Antonie (1818–?) - 2. Aurora (1819–?) - 3. Albina, provd. von Prinetti (1819–1896) - 4. Jindřich František (1820–1859) - 5. Františka, provd. z Risenfelsu (1821–1867) - 6. Thekla (1818–1834) - 7. Paula, provd. Enis von Atter und Iveagh (1827–1887) - 8. Rosa (1829–1854) |
| 2.      | 13.       | František Jindřich Schlik    | 17. 3. 1862 Vídeň                 | Maria Filipína z Nostitz-Rienecku 7. 1. 1764 Praha – 16. 10. 1843 Kopidlno        | Vilemína Breuerová † 1862 | Smuteční mše se konala 19. 3. 1862 v Augustiniánském kostele ve Vídni, následně bylo tělo převezeno do Kopidlna, kde proběhl obřad s vojenskými poctami. Původně pohřben v Kopidlně nebo Libáni. | Hlava rodu a majorátní pán fideikomisu Kopidlno a Staré Hrady (1806–1862). Generál císařského rakouského jezdectva, dědičný člen Panské sněmovny rakouské Říšské rady (1862, nesložil přísahu). Bojoval v bitvě u Aspern (1809), bitvě u Wagramu (1809), bitvě u Lipska, kde za nešťastných okolností přišel o pravé oko, a bitvě u Solferina (1859). Narodily se mu následující děti: - 1. Antonie (1818–?) - 2. Aurora (1819–?) - 3. Albina, provd. von Prinetti (1819–1896) - 4. Jindřich František (1820–1859) - 5. Františka, provd. z Risenfelsu (1821–1867) - 6. Thekla (1818–1834) - 7. Paula, provd. Enis von Atter und Iveagh (1827–1887) - 8. Rosa (1829–1854) |
| 3.      | 15.       | Ervín (Erwein) Schlik        | 22. nebo 23. 1. 1852 Seisenegg    | Jindřich František Schlik 24. 7. 1820 Jičíněves – 11. 8. 1859 Jičíněves           | 28. 10. 1891 Duino: Marie Tereza z Hohenlohe-Waldenburg-Schillingfürstu 18. 10. 1860 Benátky – 13. 1. 1916 Vídeň                               | Původně pohřben v Kopidlně. | Hlava rodu a majorátní pán fideikomisu Kopidlno a Staré Hrady (1862–1906). C. k. komoří (1881), dědičný člen Panské sněmovny rakouské Říšské rady (1894–1906). Bezdětný. |
| 3.      | 15.       | Ervín (Erwein) Schlik        | 26. 4. 1906 Vídeň                 | Žofie z Riesenfelsu 6. 10. 1831 Seissenegg – 6. 7. 1861 Jičíněves                 | 28. 10. 1891 Duino: Marie Tereza z Hohenlohe-Waldenburg-Schillingfürstu 18. 10. 1860 Benátky – 13. 1. 1916 Vídeň                               | Původně pohřben v Kopidlně. | Hlava rodu a majorátní pán fideikomisu Kopidlno a Staré Hrady (1862–1906). C. k. komoří (1881), dědičný člen Panské sněmovny rakouské Říšské rady (1894–1906). Bezdětný. |
| 4.      | 15.       | František (Franz) Schlik     | 26. 1. 1854 Kopidlno              | Jindřich František Schlik 24. 7. 1820 Jičíněves – 11. 8. 1859 Jičíněves           | 26. 10. 1896 Štýrský Hradec: Bertha Roxer (č. 5)                                                                                               | | Hlava rodu (1906–1925). C. k. komoří a poručík v záloze. Majitel statků Jičíněves-Veliš a Vokšice. Protože se oženil s nešlechtičnou, rod Schliků ztratil fideikomisní statky Kopidlno a Staré Hrady, které přešly na svobodné pány Ungnady z Weissenwolfu. |
| 4.      | 15.       | František (Franz) Schlik     | 30. 1. 1925 Štýrský Hradec        | Žofie z Riesenfelsu 6. 10. 1831 Seissenegg – 6. 7. 1861 Jičíněves                 | 26. 10. 1896 Štýrský Hradec: Bertha Roxer (č. 5)                                                                                               | | Hlava rodu (1906–1925). C. k. komoří a poručík v záloze. Majitel statků Jičíněves-Veliš a Vokšice. Protože se oženil s nešlechtičnou, rod Schliků ztratil fideikomisní statky Kopidlno a Staré Hrady, které přešly na svobodné pány Ungnady z Weissenwolfu. |
| 5.      | (15.)     | Bertha Roxer                 | 12. 10. 1854 Štýrský Hradec       | Ludwig Roxer                                                                      | Josef Castiglione | | Nebyla šlechtického původu. Narodily se jí následující tři děti (ještě před uzavřením druhého sňatku): - 1. Jindřich Maria (1875–1957) - 2. Margareta, provd. von Schreiner (1878–1934) - 3. Franz Valentin Maria (1882–1963; č. 6) |
| 5.      | (15.)     | Bertha Roxer                 | 27. 2. 1925 Jičíněves             | Maria Zinsmeister                                                                 | 26. 10. 1896 Štýrský Hradec: František Schlik (č. 4)                                                                                           | | Nebyla šlechtického původu. Narodily se jí následující tři děti (ještě před uzavřením druhého sňatku): - 1. Jindřich Maria (1875–1957) - 2. Margareta, provd. von Schreiner (1878–1934) - 3. Franz Valentin Maria (1882–1963; č. 6) |
| 6.      | 16.       | Franz Valentin Schlik        | 12. 4. 1882 St. Valentin          | František Schlik (č. 4)                                                           | 31. 7. 1918 Maria-Zell (rozvod před rokem 1927): Marie "Mara" Viktorie Hoffmann 14. 9. 1891 Štýrský Hradec (Graz) – 15. 3. 1929 Štýrský Hradec | Urna. | C. k. poručík v záloze. Bezdětný. |
| 6.      | 16.       | Franz Valentin Schlik        | 8. 12. 1963 Salcburk              | Bertha Roxer (č. 5)                                                               | 9. 5. 1927 Praha: Paula von Lamberg 21. 11. 1887 zámek Lebenberg bei Kitzbühel – 4. 9. 1927 nehoda Berchtesgaden                               | Urna. | C. k. poručík v záloze. Bezdětný. |
| 6.      | 16.       | Franz Valentin Schlik        | 8. 12. 1963 Salcburk              | Bertha Roxer (č. 5)                                                               | 18. 11. 1929 Zell am See: Margarete "Daisy" Therese Reska 22. 2. 1885 Praha – 2. 4. 1967 Freilassing                                           | Urna. | C. k. poručík v záloze. Bezdětný. |
| 7.      | 16.       | Zikmund Arnošt Schlik        | 26. 1. 1916 Vokšice               | Jindřich Maria Schlik 19. 9. 1875 Innsbruck – 21. 4. 1957 Jičíněves               | 23. 10. 1947 Hostín: Věra Irena Voborníková (č. 8)                                                                                             | | Podepsal Prohlášení české a moravské šlechty ze září 1939. Po komunistickém puči vystřídal mnoho dělnických profesí a pracoval také jako pumpař na benzínové stanici v Hořicích a Jičíně. |
| 7.      | 16.       | Zikmund Arnošt Schlik        | 1. 11. 1988 Jičín                 | Margareta Julia z Thun-Hohenstein-Castelfonda 4. 8. 1885 Povo – 20. 9. 1968 Jičín | 23. 10. 1947 Hostín: Věra Irena Voborníková (č. 8)                                                                                             | | Podepsal Prohlášení české a moravské šlechty ze září 1939. Po komunistickém puči vystřídal mnoho dělnických profesí a pracoval také jako pumpař na benzínové stanici v Hořicích a Jičíně. |
| 8.      | (16.)     | Věra Irena, roz. Voborníková | 1. 4. 1927 Krásné na Moravě       | Josf Voborník                                                                     | 23. 10. 1947 Hostín: Zikmund Arnošt Schlik (č. 7)                                                                                              | 1999 | Dáma Maltézského řádu. Narodily se jí následující dcery, které získaly v restitucích zámek Vokšice, hrad Veliš, Prachovské skály, Šlikovský palác v Jičíně, lesy, pole a rybníky: - 1. Margareta Marie (* 1950) - 2. Ilona Marie (* 1954) |
| 8.      | (16.)     | Věra Irena, roz. Voborníková | 12. 9. 1999 Jičín                 | Františka Holmanová                                                               | 23. 10. 1947 Hostín: Zikmund Arnošt Schlik (č. 7)                                                                                              | 1999 | Dáma Maltézského řádu. Narodily se jí následující dcery, které získaly v restitucích zámek Vokšice, hrad Veliš, Prachovské skály, Šlikovský palác v Jičíně, lesy, pole a rybníky: - 1. Margareta Marie (* 1950) - 2. Ilona Marie (* 1954) |
| 9.      | 16.       | Jindřich František Schlik    | 23. 12. 1916 Vokšice              | Jindřich Maria Schlik 19. 9. 1875 Innsbruck – 21. 4. 1957 Jičíněves               | | Pohřben do rodinné hrobky 7. 5. 2004. | Podepsal Prohlášení české a moravské šlechty ze září 1939. V roce 1968 emigroval. Profesní rytíř Maltézského řádu, komtur v Mailbergu (od roku 1968), český velkopřevor Maltézského řádu (1996–2002). |
| 9.      | 16.       | Jindřich František Schlik    | 30. 4. 2004 Jičín                 | Margareta Julia z Thun-Hohenstein-Castelfonda 4. 8. 1885 Povo – 20. 9. 1968 Jičín | | Pohřben do rodinné hrobky 7. 5. 2004. | Podepsal Prohlášení české a moravské šlechty ze září 1939. V roce 1968 emigroval. Profesní rytíř Maltézského řádu, komtur v Mailbergu (od roku 1968), český velkopřevor Maltézského řádu (1996–2002). |

### Příbuzenské vztahy pohřbených
Následující schéma znázorňuje příbuzenské vztahy Schliků. Červeně orámovaní byli pohřbeni v hrobce. Zeleně je orámován František Arnošt Schlik (1623–1675), zakladatel fideikomisu Kopidlno, Staré Hrady a Veliš. Modře je orámován nejvyšší kancléř Českého království Leopold Schlik (1663–1723) a oranžově nejvyšší maršálek Českého království František Josef Jindřich I. Schlik (1696–1766). Arabské číslice odpovídají pořadí úmrtí podle předchozí tabulky. Římské číslice představují pořadí manžela nebo manželky, pokud někdo vstoupil do manželství více než jednou. Vzhledem k účelu schématu se nejedná o kompletní rodokmen. 
|                                                     |                                                     |                                                     |                                                     |                                                     |                                                     |  |  |                                                 |                                                 |                                                 |                                                 |                                                 |                                                 |                                     |                                     |                                                     |                                                     |                                                     |                                                     | Kašpar II. Schlik † po 1451 OSTROVSKÁ VĚTEV         | Kašpar II. Schlik † po 1451 OSTROVSKÁ VĚTEV         | Kašpar II. Schlik † po 1451 OSTROVSKÁ VĚTEV | Kašpar II. Schlik † po 1451 OSTROVSKÁ VĚTEV | Kašpar II. Schlik † po 1451 OSTROVSKÁ VĚTEV                   | Kašpar II. Schlik † po 1451 OSTROVSKÁ VĚTEV                   |                                                               |                                                               | Alžběta z Gutštejna                                           | Alžběta z Gutštejna                                           | Alžběta z Gutštejna                 | Alžběta z Gutštejna                 | Alžběta z Gutštejna                       | Alžběta z Gutštejna                       |                                           |                                           |                                           |                                           |                                       |                                       |                                                  |                                                  |                                                  |                                                  |                                                                   |                                                                   |                                                                   |                                                                   |                                                                   |                                                                   |                                          |                                          |                                                       |                                                       |                                                       |                                                       |                                                             |                                                       |                                                      |                                                      |                                                      |                                                      |                                         |                                         |                                                  |                                                  |                                                  |                                                  |                                                  |                                                  |  |  |                                             |                                    |                                    |                                    |                                    |                                    |  |  |                             |                             |                             |                             |                             |                             |  |  |
|                                                     |                                                     |                                                     |                                                     |                                                     |                                                     |  |  |                                                 |                                                 |                                                 |                                                 |                                                 |                                                 |                                     |                                     |                                                     |                                                     |                                                     |                                                     | Kašpar II. Schlik † po 1451 OSTROVSKÁ VĚTEV         | Kašpar II. Schlik † po 1451 OSTROVSKÁ VĚTEV         | Kašpar II. Schlik † po 1451 OSTROVSKÁ VĚTEV | Kašpar II. Schlik † po 1451 OSTROVSKÁ VĚTEV | Kašpar II. Schlik † po 1451 OSTROVSKÁ VĚTEV                   | Kašpar II. Schlik † po 1451 OSTROVSKÁ VĚTEV                   |                                                               |                                                               | Alžběta z Gutštejna                                           | Alžběta z Gutštejna                                           | Alžběta z Gutštejna                 | Alžběta z Gutštejna                 | Alžběta z Gutštejna                       | Alžběta z Gutštejna                       |                                           |                                           |                                           |                                           |                                       |                                       |                                                  |                                                  |                                                  |                                                  |                                                                   |                                                                   |                                                                   |                                                                   |                                                                   |                                                                   |                                          |                                          |                                                       |                                                       |                                                       |                                                       |                                                             |                                                       |                                                      |                                                      |                                                      |                                                      |                                         |                                         |                                                  |                                                  |                                                  |                                                  |                                                  |                                                  |  |  |                                             |                                    |                                    |                                    |                                    |                                    |  |  |                             |                             |                             |                             |                             |                             |  |  |
|                                                     |                                                     |                                                     |                                                     |                                                     |                                                     |  |  |                                                 |                                                 |                                                 |                                                 |                                                 |                                                 |                                     |                                     |                                                     |                                                     |                                                     |                                                     |                                                     |                                                     |                                             |                                             |                                                               |                                                               |                                                               |                                                               |                                                               |                                                               |                                     |                                     |                                           |                                           |                                           |                                           |                                           |                                           |                                       |                                       |                                                  |                                                  |                                                  |                                                  |                                                                   |                                                                   |                                                                   |                                                                   |                                                                   |                                                                   |                                          |                                          |                                                       |                                                       |                                                       |                                                       |                                                             |                                                       |                                                      |                                                      |                                                      |                                                      |                                         |                                         |                                                  |                                                  |                                                  |                                                  |                                                  |                                                  |  |  |                                             |                                    |                                    |                                    |                                    |                                    |  |  |                             |                             |                             |                             |                             |                             |  |  |
|                                                     |                                                     |                                                     |                                                     |                                                     |                                                     |  |  |                                                 |                                                 |                                                 |                                                 |                                                 |                                                 |                                     |                                     |                                                     |                                                     |                                                     |                                                     |                                                     |                                                     |                                             |                                             |                                                               |                                                               |                                                               |                                                               |                                                               |                                                               |                                     |                                     |                                           |                                           |                                           |                                           |                                           |                                           |                                       |                                       |                                                  |                                                  |                                                  |                                                  |                                                                   |                                                                   |                                                                   |                                                                   |                                                                   |                                                                   |                                          |                                          |                                                       |                                                       |                                                       |                                                       |                                                             |                                                       |                                                      |                                                      |                                                      |                                                      |                                         |                                         |                                                  |                                                  |                                                  |                                                  |                                                  |                                                  |  |  |                                             |                                    |                                    |                                    |                                    |                                    |  |  |                             |                             |                             |                             |                             |                             |  |  |
| Jindřich III. Schlik † 1528                         | Jindřich III. Schlik † 1528                         | Jindřich III. Schlik † 1528                         | Jindřich III. Schlik † 1528                         | Jindřich III. Schlik † 1528                         | Jindřich III. Schlik † 1528                         |  |  | Hippolyta von Hohenlohe † po 1524               | Hippolyta von Hohenlohe † po 1524               | Hippolyta von Hohenlohe † po 1524               | Hippolyta von Hohenlohe † po 1524               | Hippolyta von Hohenlohe † po 1524               | Hippolyta von Hohenlohe † po 1524               |                                     |                                     | I. Kateřina z Vartenberka                           | I. Kateřina z Vartenberka                           | I. Kateřina z Vartenberka                           | I. Kateřina z Vartenberka                           | I. Kateřina z Vartenberka                           | I. Kateřina z Vartenberka                           |                                             |                                             | Vavřinec Schlik † 1585                                        | Vavřinec Schlik † 1585                                        | Vavřinec Schlik † 1585                                        | Vavřinec Schlik † 1585                                        | Vavřinec Schlik † 1585                                        | Vavřinec Schlik † 1585                                        |                                     |                                     | II. Eliška Berková z Dubé                 | II. Eliška Berková z Dubé                 | II. Eliška Berková z Dubé                 | II. Eliška Berková z Dubé                 | II. Eliška Berková z Dubé                 | II. Eliška Berková z Dubé                 |                                       |                                       |                                                  |                                                  | I. Alžběta z Schönburg-Waldenburgu 1484–1529     | I. Alžběta z Schönburg-Waldenburgu 1484–1529     | I. Alžběta z Schönburg-Waldenburgu 1484–1529                      | I. Alžběta z Schönburg-Waldenburgu 1484–1529                      | I. Alžběta z Schönburg-Waldenburgu 1484–1529                      | I. Alžběta z Schönburg-Waldenburgu 1484–1529                      |                                                                   |                                                                   | Jeroným II. Schlik 1494–1551             | Jeroným II. Schlik 1494–1551             | Jeroným II. Schlik 1494–1551                          | Jeroným II. Schlik 1494–1551                          | Jeroným II. Schlik 1494–1551                          | Jeroným II. Schlik 1494–1551                          |                                                             |                                                       | II. Kateřina z Gleichen-Tonna † po 1530              | II. Kateřina z Gleichen-Tonna † po 1530              | II. Kateřina z Gleichen-Tonna † po 1530              | II. Kateřina z Gleichen-Tonna † po 1530              | II. Kateřina z Gleichen-Tonna † po 1530 | II. Kateřina z Gleichen-Tonna † po 1530 |                                                  |                                                  |                                                  |                                                  |                                                  |                                                  |  |  |                                             |                                    |                                    |                                    |                                    |                                    |  |  |                             |                             |                             |                             |                             |                             |  |  |
| Jindřich III. Schlik † 1528                         | Jindřich III. Schlik † 1528                         | Jindřich III. Schlik † 1528                         | Jindřich III. Schlik † 1528                         | Jindřich III. Schlik † 1528                         | Jindřich III. Schlik † 1528                         |  |  | Hippolyta von Hohenlohe † po 1524               | Hippolyta von Hohenlohe † po 1524               | Hippolyta von Hohenlohe † po 1524               | Hippolyta von Hohenlohe † po 1524               | Hippolyta von Hohenlohe † po 1524               | Hippolyta von Hohenlohe † po 1524               |                                     |                                     | I. Kateřina z Vartenberka                           | I. Kateřina z Vartenberka                           | I. Kateřina z Vartenberka                           | I. Kateřina z Vartenberka                           | I. Kateřina z Vartenberka                           | I. Kateřina z Vartenberka                           |                                             |                                             | Vavřinec Schlik † 1585                                        | Vavřinec Schlik † 1585                                        | Vavřinec Schlik † 1585                                        | Vavřinec Schlik † 1585                                        | Vavřinec Schlik † 1585                                        | Vavřinec Schlik † 1585                                        |                                     |                                     | II. Eliška Berková z Dubé                 | II. Eliška Berková z Dubé                 | II. Eliška Berková z Dubé                 | II. Eliška Berková z Dubé                 | II. Eliška Berková z Dubé                 | II. Eliška Berková z Dubé                 |                                       |                                       |                                                  |                                                  | I. Alžběta z Schönburg-Waldenburgu 1484–1529     | I. Alžběta z Schönburg-Waldenburgu 1484–1529     | I. Alžběta z Schönburg-Waldenburgu 1484–1529                      | I. Alžběta z Schönburg-Waldenburgu 1484–1529                      | I. Alžběta z Schönburg-Waldenburgu 1484–1529                      | I. Alžběta z Schönburg-Waldenburgu 1484–1529                      |                                                                   |                                                                   | Jeroným II. Schlik 1494–1551             | Jeroným II. Schlik 1494–1551             | Jeroným II. Schlik 1494–1551                          | Jeroným II. Schlik 1494–1551                          | Jeroným II. Schlik 1494–1551                          | Jeroným II. Schlik 1494–1551                          |                                                             |                                                       | II. Kateřina z Gleichen-Tonna † po 1530              | II. Kateřina z Gleichen-Tonna † po 1530              | II. Kateřina z Gleichen-Tonna † po 1530              | II. Kateřina z Gleichen-Tonna † po 1530              | II. Kateřina z Gleichen-Tonna † po 1530 | II. Kateřina z Gleichen-Tonna † po 1530 |                                                  |                                                  |                                                  |                                                  |                                                  |                                                  |  |  |                                             |                                    |                                    |                                    |                                    |                                    |  |  |                             |                             |                             |                             |                             |                             |  |  |
|                                                     |                                                     |                                                     |                                                     |                                                     |                                                     |  |  |                                                 |                                                 |                                                 |                                                 |                                                 |                                                 |                                     |                                     |                                                     |                                                     |                                                     |                                                     |                                                     |                                                     |                                             |                                             |                                                               |                                                               |                                                               |                                                               |                                                               |                                                               |                                     |                                     |                                           |                                           |                                           |                                           |                                           |                                           |                                       |                                       |                                                  |                                                  |                                                  |                                                  |                                                                   |                                                                   |                                                                   |                                                                   |                                                                   |                                                                   |                                          |                                          |                                                       |                                                       |                                                       |                                                       |                                                             |                                                       |                                                      |                                                      |                                                      |                                                      |                                         |                                         |                                                  |                                                  |                                                  |                                                  |                                                  |                                                  |  |  |                                             |                                    |                                    |                                    |                                    |                                    |  |  |                             |                             |                             |                             |                             |                             |  |  |
|                                                     |                                                     |                                                     |                                                     |                                                     |                                                     |  |  |                                                 |                                                 |                                                 |                                                 |                                                 |                                                 |                                     |                                     |                                                     |                                                     |                                                     |                                                     |                                                     |                                                     |                                             |                                             |                                                               |                                                               |                                                               |                                                               |                                                               |                                                               |                                     |                                     |                                           |                                           |                                           |                                           |                                           |                                           |                                       |                                       |                                                  |                                                  |                                                  |                                                  |                                                                   |                                                                   |                                                                   |                                                                   |                                                                   |                                                                   |                                          |                                          |                                                       |                                                       |                                                       |                                                       |                                                             |                                                       |                                                      |                                                      |                                                      |                                                      |                                         |                                         |                                                  |                                                  |                                                  |                                                  |                                                  |                                                  |  |  |                                             |                                    |                                    |                                    |                                    |                                    |  |  |                             |                             |                             |                             |                             |                             |  |  |
| Kašpar III. Schlik † 1575                           | Kašpar III. Schlik † 1575                           | Kašpar III. Schlik † 1575                           | Kašpar III. Schlik † 1575                           | Kašpar III. Schlik † 1575                           | Kašpar III. Schlik † 1575                           |  |  | Eliška z Vartenberka † 1572                     | Eliška z Vartenberka † 1572                     | Eliška z Vartenberka † 1572                     | Eliška z Vartenberka † 1572                     | Eliška z Vartenberka † 1572                     | Eliška z Vartenberka † 1572                     |                                     |                                     | Jindřich IV. Schlik † po 1569                       | Jindřich IV. Schlik † po 1569                       | Jindřich IV. Schlik † po 1569                       | Jindřich IV. Schlik † po 1569                       | Jindřich IV. Schlik † po 1569                       | Jindřich IV. Schlik † po 1569                       |                                             |                                             | Kateřina z Gleichen-Tonna † po 1548                           | Kateřina z Gleichen-Tonna † po 1548                           | Kateřina z Gleichen-Tonna † po 1548                           | Kateřina z Gleichen-Tonna † po 1548                           | Kateřina z Gleichen-Tonna † po 1548                           | Kateřina z Gleichen-Tonna † po 1548                           |                                     |                                     |                                           |                                           |                                           |                                           |                                           |                                           |                                       |                                       |                                                  |                                                  |                                                  |                                                  |                                                                   |                                                                   | Jáchym Schlik 1525–1572                                           | Jáchym Schlik 1525–1572                                           | Jáchym Schlik 1525–1572                                           | Jáchym Schlik 1525–1572                                           | Jáchym Schlik 1525–1572                  | Jáchym Schlik 1525–1572                  |                                                       |                                                       | Lukrécie ze Salm-Neuburgu † 1585                      | Lukrécie ze Salm-Neuburgu † 1585                      | Lukrécie ze Salm-Neuburgu † 1585                            | Lukrécie ze Salm-Neuburgu † 1585                      | Lukrécie ze Salm-Neuburgu † 1585                     | Lukrécie ze Salm-Neuburgu † 1585                     |                                                      |                                                      |                                         |                                         |                                                  |                                                  |                                                  |                                                  |                                                  |                                                  |  |  |                                             |                                    |                                    |                                    |                                    |                                    |  |  |                             |                             |                             |                             |                             |                             |  |  |
| Kašpar III. Schlik † 1575                           | Kašpar III. Schlik † 1575                           | Kašpar III. Schlik † 1575                           | Kašpar III. Schlik † 1575                           | Kašpar III. Schlik † 1575                           | Kašpar III. Schlik † 1575                           |  |  | Eliška z Vartenberka † 1572                     | Eliška z Vartenberka † 1572                     | Eliška z Vartenberka † 1572                     | Eliška z Vartenberka † 1572                     | Eliška z Vartenberka † 1572                     | Eliška z Vartenberka † 1572                     |                                     |                                     | Jindřich IV. Schlik † po 1569                       | Jindřich IV. Schlik † po 1569                       | Jindřich IV. Schlik † po 1569                       | Jindřich IV. Schlik † po 1569                       | Jindřich IV. Schlik † po 1569                       | Jindřich IV. Schlik † po 1569                       |                                             |                                             | Kateřina z Gleichen-Tonna † po 1548                           | Kateřina z Gleichen-Tonna † po 1548                           | Kateřina z Gleichen-Tonna † po 1548                           | Kateřina z Gleichen-Tonna † po 1548                           | Kateřina z Gleichen-Tonna † po 1548                           | Kateřina z Gleichen-Tonna † po 1548                           |                                     |                                     |                                           |                                           |                                           |                                           |                                           |                                           |                                       |                                       |                                                  |                                                  |                                                  |                                                  |                                                                   |                                                                   | Jáchym Schlik 1525–1572                                           | Jáchym Schlik 1525–1572                                           | Jáchym Schlik 1525–1572                                           | Jáchym Schlik 1525–1572                                           | Jáchym Schlik 1525–1572                  | Jáchym Schlik 1525–1572                  |                                                       |                                                       | Lukrécie ze Salm-Neuburgu † 1585                      | Lukrécie ze Salm-Neuburgu † 1585                      | Lukrécie ze Salm-Neuburgu † 1585                            | Lukrécie ze Salm-Neuburgu † 1585                      | Lukrécie ze Salm-Neuburgu † 1585                     | Lukrécie ze Salm-Neuburgu † 1585                     |                                                      |                                                      |                                         |                                         |                                                  |                                                  |                                                  |                                                  |                                                  |                                                  |  |  |                                             |                                    |                                    |                                    |                                    |                                    |  |  |                             |                             |                             |                             |                             |                             |  |  |
|                                                     |                                                     |                                                     |                                                     |                                                     |                                                     |  |  |                                                 |                                                 |                                                 |                                                 |                                                 |                                                 |                                     |                                     |                                                     |                                                     |                                                     |                                                     |                                                     |                                                     |                                             |                                             |                                                               |                                                               |                                                               |                                                               |                                                               |                                                               |                                     |                                     |                                           |                                           |                                           |                                           |                                           |                                           |                                       |                                       |                                                  |                                                  |                                                  |                                                  |                                                                   |                                                                   |                                                                   |                                                                   |                                                                   |                                                                   |                                          |                                          |                                                       |                                                       |                                                       |                                                       |                                                             |                                                       |                                                      |                                                      |                                                      |                                                      |                                         |                                         |                                                  |                                                  |                                                  |                                                  |                                                  |                                                  |  |  |                                             |                                    |                                    |                                    |                                    |                                    |  |  |                             |                             |                             |                             |                             |                             |  |  |
|                                                     |                                                     |                                                     |                                                     |                                                     |                                                     |  |  |                                                 |                                                 |                                                 |                                                 |                                                 |                                                 |                                     |                                     |                                                     |                                                     |                                                     |                                                     |                                                     |                                                     |                                             |                                             |                                                               |                                                               |                                                               |                                                               |                                                               |                                                               |                                     |                                     |                                           |                                           |                                           |                                           |                                           |                                           |                                       |                                       |                                                  |                                                  |                                                  |                                                  |                                                                   |                                                                   |                                                                   |                                                                   |                                                                   |                                                                   |                                          |                                          |                                                       |                                                       |                                                       |                                                       |                                                             |                                                       |                                                      |                                                      |                                                      |                                                      |                                         |                                         |                                                  |                                                  |                                                  |                                                  |                                                  |                                                  |  |  |                                             |                                    |                                    |                                    |                                    |                                    |  |  |                             |                             |                             |                             |                             |                             |  |  |
| Filip Schlik po 1547–1599                           | Filip Schlik po 1547–1599                           | Filip Schlik po 1547–1599                           | Filip Schlik po 1547–1599                           | Filip Schlik po 1547–1599                           | Filip Schlik po 1547–1599                           |  |  | Johanna z Lobkowicz                             | Johanna z Lobkowicz                             | Johanna z Lobkowicz                             | Johanna z Lobkowicz                             | Johanna z Lobkowicz                             | Johanna z Lobkowicz                             |                                     |                                     |                                                     |                                                     |                                                     |                                                     | Jiří Arnošt Schlik asi 1550– před 1612              | Jiří Arnošt Schlik asi 1550– před 1612              | Jiří Arnošt Schlik asi 1550– před 1612      | Jiří Arnošt Schlik asi 1550– před 1612      | Jiří Arnošt Schlik asi 1550– před 1612                        | Jiří Arnošt Schlik asi 1550– před 1612                        |                                                               |                                                               | Sidonie (Zdenka) Collonnová z Felsu                           | Sidonie (Zdenka) Collonnová z Felsu                           | Sidonie (Zdenka) Collonnová z Felsu | Sidonie (Zdenka) Collonnová z Felsu | Sidonie (Zdenka) Collonnová z Felsu       | Sidonie (Zdenka) Collonnová z Felsu       |                                           |                                           |                                           |                                           |                                       |                                       |                                                  |                                                  |                                                  |                                                  |                                                                   |                                                                   |                                                                   |                                                                   |                                                                   |                                                                   | Ludvík (Julius) Schlik † 1575            | Ludvík (Julius) Schlik † 1575            | Ludvík (Julius) Schlik † 1575                         | Ludvík (Julius) Schlik † 1575                         | Ludvík (Julius) Schlik † 1575                         | Ludvík (Julius) Schlik † 1575                         |                                                             |                                                       | Anna Marie Ungnadová ze Sunecku                      | Anna Marie Ungnadová ze Sunecku                      | Anna Marie Ungnadová ze Sunecku                      | Anna Marie Ungnadová ze Sunecku                      | Anna Marie Ungnadová ze Sunecku         | Anna Marie Ungnadová ze Sunecku         |                                                  |                                                  |                                                  |                                                  |                                                  |                                                  |  |  |                                             |                                    |                                    |                                    |                                    |                                    |  |  |                             |                             |                             |                             |                             |                             |  |  |
| Filip Schlik po 1547–1599                           | Filip Schlik po 1547–1599                           | Filip Schlik po 1547–1599                           | Filip Schlik po 1547–1599                           | Filip Schlik po 1547–1599                           | Filip Schlik po 1547–1599                           |  |  | Johanna z Lobkowicz                             | Johanna z Lobkowicz                             | Johanna z Lobkowicz                             | Johanna z Lobkowicz                             | Johanna z Lobkowicz                             | Johanna z Lobkowicz                             |                                     |                                     |                                                     |                                                     |                                                     |                                                     | Jiří Arnošt Schlik asi 1550– před 1612              | Jiří Arnošt Schlik asi 1550– před 1612              | Jiří Arnošt Schlik asi 1550– před 1612      | Jiří Arnošt Schlik asi 1550– před 1612      | Jiří Arnošt Schlik asi 1550– před 1612                        | Jiří Arnošt Schlik asi 1550– před 1612                        |                                                               |                                                               | Sidonie (Zdenka) Collonnová z Felsu                           | Sidonie (Zdenka) Collonnová z Felsu                           | Sidonie (Zdenka) Collonnová z Felsu | Sidonie (Zdenka) Collonnová z Felsu | Sidonie (Zdenka) Collonnová z Felsu       | Sidonie (Zdenka) Collonnová z Felsu       |                                           |                                           |                                           |                                           |                                       |                                       |                                                  |                                                  |                                                  |                                                  |                                                                   |                                                                   |                                                                   |                                                                   |                                                                   |                                                                   | Ludvík (Julius) Schlik † 1575            | Ludvík (Julius) Schlik † 1575            | Ludvík (Julius) Schlik † 1575                         | Ludvík (Julius) Schlik † 1575                         | Ludvík (Julius) Schlik † 1575                         | Ludvík (Julius) Schlik † 1575                         |                                                             |                                                       | Anna Marie Ungnadová ze Sunecku                      | Anna Marie Ungnadová ze Sunecku                      | Anna Marie Ungnadová ze Sunecku                      | Anna Marie Ungnadová ze Sunecku                      | Anna Marie Ungnadová ze Sunecku         | Anna Marie Ungnadová ze Sunecku         |                                                  |                                                  |                                                  |                                                  |                                                  |                                                  |  |  |                                             |                                    |                                    |                                    |                                    |                                    |  |  |                             |                             |                             |                             |                             |                             |  |  |
|                                                     |                                                     |                                                     |                                                     |                                                     |                                                     |  |  |                                                 |                                                 |                                                 |                                                 |                                                 |                                                 |                                     |                                     |                                                     |                                                     |                                                     |                                                     |                                                     |                                                     |                                             |                                             |                                                               |                                                               |                                                               |                                                               |                                                               |                                                               |                                     |                                     |                                           |                                           |                                           |                                           |                                           |                                           |                                       |                                       |                                                  |                                                  |                                                  |                                                  |                                                                   |                                                                   |                                                                   |                                                                   |                                                                   |                                                                   |                                          |                                          |                                                       |                                                       |                                                       |                                                       |                                                             |                                                       |                                                      |                                                      |                                                      |                                                      |                                         |                                         |                                                  |                                                  |                                                  |                                                  |                                                  |                                                  |  |  |                                             |                                    |                                    |                                    |                                    |                                    |  |  |                             |                             |                             |                             |                             |                             |  |  |
|                                                     |                                                     |                                                     |                                                     |                                                     |                                                     |  |  |                                                 |                                                 |                                                 |                                                 |                                                 |                                                 |                                     |                                     |                                                     |                                                     |                                                     |                                                     |                                                     |                                                     |                                             |                                             |                                                               |                                                               |                                                               |                                                               |                                                               |                                                               |                                     |                                     |                                           |                                           |                                           |                                           |                                           |                                           |                                       |                                       |                                                  |                                                  |                                                  |                                                  |                                                                   |                                                                   |                                                                   |                                                                   |                                                                   |                                                                   |                                          |                                          |                                                       |                                                       |                                                       |                                                       |                                                             |                                                       |                                                      |                                                      |                                                      |                                                      |                                         |                                         |                                                  |                                                  |                                                  |                                                  |                                                  |                                                  |  |  |                                             |                                    |                                    |                                    |                                    |                                    |  |  |                             |                             |                             |                             |                             |                             |  |  |
|                                                     |                                                     |                                                     |                                                     |                                                     |                                                     |  |  | Anna Salomena Schliková † asi 1652              | Anna Salomena Schliková † asi 1652              | Anna Salomena Schliková † asi 1652              | Anna Salomena Schliková † asi 1652              | Anna Salomena Schliková † asi 1652              | Anna Salomena Schliková † asi 1652              |                                     |                                     | Jan Bedřich Kinský z Vchynic † asi 1644             | Jan Bedřich Kinský z Vchynic † asi 1644             | Jan Bedřich Kinský z Vchynic † asi 1644             | Jan Bedřich Kinský z Vchynic † asi 1644             | Jan Bedřich Kinský z Vchynic † asi 1644             | Jan Bedřich Kinský z Vchynic † asi 1644             |                                             |                                             | Jindřich V. Schlik asi 1590–1650                              | Jindřich V. Schlik asi 1590–1650                              | Jindřich V. Schlik asi 1590–1650                              | Jindřich V. Schlik asi 1590–1650                              | Jindřich V. Schlik asi 1590–1650                              | Jindřich V. Schlik asi 1590–1650                              |                                     |                                     | Anna Marie ze Salm-Neuburgu 1598–1647     | Anna Marie ze Salm-Neuburgu 1598–1647     | Anna Marie ze Salm-Neuburgu 1598–1647     | Anna Marie ze Salm-Neuburgu 1598–1647     | Anna Marie ze Salm-Neuburgu 1598–1647     | Anna Marie ze Salm-Neuburgu 1598–1647     |                                       |                                       | Alžběta Schliková                                | Alžběta Schliková                                | Alžběta Schliková                                | Alžběta Schliková                                | Alžběta Schliková                                                 | Alžběta Schliková                                                 |                                                                   |                                                                   | Beneš Liebsteinský z Kolowrat † 1617                              | Beneš Liebsteinský z Kolowrat † 1617                              | Beneš Liebsteinský z Kolowrat † 1617     | Beneš Liebsteinský z Kolowrat † 1617     | Beneš Liebsteinský z Kolowrat † 1617                  | Beneš Liebsteinský z Kolowrat † 1617                  |                                                       |                                                       | I. Anna Maria Liebsteinská z Kolowrat                       | I. Anna Maria Liebsteinská z Kolowrat                 | I. Anna Maria Liebsteinská z Kolowrat                | I. Anna Maria Liebsteinská z Kolowrat                | I. Anna Maria Liebsteinská z Kolowrat                | I. Anna Maria Liebsteinská z Kolowrat                |                                         |                                         | 1. Jáchym Ondřej Schlik 1569–1621                | 1. Jáchym Ondřej Schlik 1569–1621                | 1. Jáchym Ondřej Schlik 1569–1621                | 1. Jáchym Ondřej Schlik 1569–1621                | 1. Jáchym Ondřej Schlik 1569–1621                | 1. Jáchym Ondřej Schlik 1569–1621                |  |  | II. Anna Kateřina ze Smiřic † 1610          | II. Anna Kateřina ze Smiřic † 1610 | II. Anna Kateřina ze Smiřic † 1610 | II. Anna Kateřina ze Smiřic † 1610 | II. Anna Kateřina ze Smiřic † 1610 | II. Anna Kateřina ze Smiřic † 1610 |  |  |                             |                             |                             |                             |                             |                             |  |  |
|                                                     |                                                     |                                                     |                                                     |                                                     |                                                     |  |  | Anna Salomena Schliková † asi 1652              | Anna Salomena Schliková † asi 1652              | Anna Salomena Schliková † asi 1652              | Anna Salomena Schliková † asi 1652              | Anna Salomena Schliková † asi 1652              | Anna Salomena Schliková † asi 1652              |                                     |                                     | Jan Bedřich Kinský z Vchynic † asi 1644             | Jan Bedřich Kinský z Vchynic † asi 1644             | Jan Bedřich Kinský z Vchynic † asi 1644             | Jan Bedřich Kinský z Vchynic † asi 1644             | Jan Bedřich Kinský z Vchynic † asi 1644             | Jan Bedřich Kinský z Vchynic † asi 1644             |                                             |                                             | Jindřich V. Schlik asi 1590–1650                              | Jindřich V. Schlik asi 1590–1650                              | Jindřich V. Schlik asi 1590–1650                              | Jindřich V. Schlik asi 1590–1650                              | Jindřich V. Schlik asi 1590–1650                              | Jindřich V. Schlik asi 1590–1650                              |                                     |                                     | Anna Marie ze Salm-Neuburgu 1598–1647     | Anna Marie ze Salm-Neuburgu 1598–1647     | Anna Marie ze Salm-Neuburgu 1598–1647     | Anna Marie ze Salm-Neuburgu 1598–1647     | Anna Marie ze Salm-Neuburgu 1598–1647     | Anna Marie ze Salm-Neuburgu 1598–1647     |                                       |                                       | Alžběta Schliková                                | Alžběta Schliková                                | Alžběta Schliková                                | Alžběta Schliková                                | Alžběta Schliková                                                 | Alžběta Schliková                                                 |                                                                   |                                                                   | Beneš Liebsteinský z Kolowrat † 1617                              | Beneš Liebsteinský z Kolowrat † 1617                              | Beneš Liebsteinský z Kolowrat † 1617     | Beneš Liebsteinský z Kolowrat † 1617     | Beneš Liebsteinský z Kolowrat † 1617                  | Beneš Liebsteinský z Kolowrat † 1617                  |                                                       |                                                       | I. Anna Maria Liebsteinská z Kolowrat                       | I. Anna Maria Liebsteinská z Kolowrat                 | I. Anna Maria Liebsteinská z Kolowrat                | I. Anna Maria Liebsteinská z Kolowrat                | I. Anna Maria Liebsteinská z Kolowrat                | I. Anna Maria Liebsteinská z Kolowrat                |                                         |                                         | 1. Jáchym Ondřej Schlik 1569–1621                | 1. Jáchym Ondřej Schlik 1569–1621                | 1. Jáchym Ondřej Schlik 1569–1621                | 1. Jáchym Ondřej Schlik 1569–1621                | 1. Jáchym Ondřej Schlik 1569–1621                | 1. Jáchym Ondřej Schlik 1569–1621                |  |  | II. Anna Kateřina ze Smiřic † 1610          | II. Anna Kateřina ze Smiřic † 1610 | II. Anna Kateřina ze Smiřic † 1610 | II. Anna Kateřina ze Smiřic † 1610 | II. Anna Kateřina ze Smiřic † 1610 | II. Anna Kateřina ze Smiřic † 1610 |  |  |                             |                             |                             |                             |                             |                             |  |  |
|                                                     |                                                     |                                                     |                                                     |                                                     |                                                     |  |  |                                                 |                                                 |                                                 |                                                 |                                                 |                                                 |                                     |                                     |                                                     |                                                     |                                                     |                                                     |                                                     |                                                     |                                             |                                             |                                                               |                                                               |                                                               |                                                               |                                                               |                                                               |                                     |                                     |                                           |                                           |                                           |                                           |                                           |                                           |                                       |                                       |                                                  |                                                  |                                                  |                                                  |                                                                   |                                                                   |                                                                   |                                                                   |                                                                   |                                                                   |                                          |                                          |                                                       |                                                       |                                                       |                                                       |                                                             |                                                       |                                                      |                                                      |                                                      |                                                      |                                         |                                         |                                                  |                                                  |                                                  |                                                  |                                                  |                                                  |  |  |                                             |                                    |                                    |                                    |                                    |                                    |  |  |                             |                             |                             |                             |                             |                             |  |  |
|                                                     |                                                     |                                                     |                                                     |                                                     |                                                     |  |  |                                                 |                                                 |                                                 |                                                 |                                                 |                                                 |                                     |                                     |                                                     |                                                     |                                                     |                                                     |                                                     |                                                     |                                             |                                             |                                                               |                                                               |                                                               |                                                               |                                                               |                                                               |                                     |                                     |                                           |                                           |                                           |                                           |                                           |                                           |                                       |                                       |                                                  |                                                  |                                                  |                                                  |                                                                   |                                                                   |                                                                   |                                                                   |                                                                   |                                                                   |                                          |                                          |                                                       |                                                       |                                                       |                                                       |                                                             |                                                       |                                                      |                                                      |                                                      |                                                      |                                         |                                         |                                                  |                                                  |                                                  |                                                  |                                                  |                                                  |  |  |                                             |                                    |                                    |                                    |                                    |                                    |  |  |                             |                             |                             |                             |                             |                             |  |  |
|                                                     |                                                     |                                                     |                                                     |                                                     |                                                     |  |  |                                                 |                                                 |                                                 |                                                 |                                                 |                                                 |                                     |                                     |                                                     |                                                     |                                                     |                                                     |                                                     |                                                     |                                             |                                             |                                                               |                                                               |                                                               |                                                               |                                                               |                                                               |                                     |                                     |                                           |                                           |                                           |                                           |                                           |                                           |                                       |                                       |                                                  |                                                  |                                                  |                                                  |                                                                   |                                                                   |                                                                   |                                                                   |                                                                   |                                                                   |                                          |                                          |                                                       |                                                       |                                                       |                                                       |                                                             |                                                       |                                                      |                                                      |                                                      |                                                      |                                         |                                         |                                                  |                                                  |                                                  |                                                  |                                                  |                                                  |  |  | III. Voršila Žofie z Oppersdorffu 1589–1649 |                                    |                                    |                                    |                                    |                                    |  |  |                             |                             |                             |                             |                             |                             |  |  |
|                                                     |                                                     |                                                     |                                                     |                                                     |                                                     |  |  |                                                 |                                                 |                                                 |                                                 |                                                 |                                                 |                                     |                                     |                                                     |                                                     |                                                     |                                                     |                                                     |                                                     |                                             |                                             |                                                               |                                                               |                                                               |                                                               |                                                               |                                                               |                                     |                                     |                                           |                                           |                                           |                                           |                                           |                                           |                                       |                                       |                                                  |                                                  |                                                  |                                                  |                                                                   |                                                                   |                                                                   |                                                                   |                                                                   |                                                                   |                                          |                                          |                                                       |                                                       |                                                       |                                                       |                                                             |                                                       |                                                      |                                                      |                                                      |                                                      |                                         |                                         |                                                  |                                                  |                                                  |                                                  |                                                  |                                                  |  |  |                                             |                                    |                                    |                                    |                                    |                                    |  |  |                             |                             |                             |                             |                             |                             |  |  |
|                                                     |                                                     |                                                     |                                                     |                                                     |                                                     |  |  |                                                 |                                                 |                                                 |                                                 |                                                 |                                                 |                                     |                                     |                                                     |                                                     |                                                     |                                                     |                                                     |                                                     |                                             |                                             |                                                               |                                                               |                                                               |                                                               |                                                               |                                                               |                                     |                                     |                                           |                                           |                                           |                                           |                                           |                                           |                                       |                                       |                                                  |                                                  |                                                  |                                                  |                                                                   |                                                                   |                                                                   |                                                                   |                                                                   |                                                                   |                                          |                                          |                                                       |                                                       |                                                       |                                                       |                                                             |                                                       |                                                      |                                                      |                                                      |                                                      |                                         |                                         |                                                  |                                                  |                                                  |                                                  |                                                  |                                                  |  |  |                                             |                                    |                                    |                                    |                                    |                                    |  |  |                             |                             |                             |                             |                             |                             |  |  |
|                                                     |                                                     |                                                     |                                                     |                                                     |                                                     |  |  |                                                 |                                                 |                                                 |                                                 |                                                 |                                                 |                                     |                                     |                                                     |                                                     |                                                     |                                                     |                                                     |                                                     |                                             |                                             |                                                               |                                                               |                                                               |                                                               |                                                               |                                                               |                                     |                                     |                                           |                                           |                                           |                                           |                                           |                                           |                                       |                                       |                                                  |                                                  |                                                  |                                                  |                                                                   |                                                                   |                                                                   |                                                                   |                                                                   |                                                                   |                                          |                                          |                                                       |                                                       |                                                       |                                                       |                                                             |                                                       |                                                      |                                                      |                                                      |                                                      |                                         |                                         |                                                  |                                                  |                                                  |                                                  |                                                  |                                                  |  |  |                                             |                                    |                                    |                                    |                                    |                                    |  |  |                             |                             |                             |                             |                             |                             |  |  |
| I. Oto z Waldburgu 1615–1663                        | I. Oto z Waldburgu 1615–1663                        | I. Oto z Waldburgu 1615–1663                        | I. Oto z Waldburgu 1615–1663                        | I. Oto z Waldburgu 1615–1663                        | I. Oto z Waldburgu 1615–1663                        |  |  | Marie Sidonie Schliková † 1691                  | Marie Sidonie Schliková † 1691                  | Marie Sidonie Schliková † 1691                  | Marie Sidonie Schliková † 1691                  | Marie Sidonie Schliková † 1691                  | Marie Sidonie Schliková † 1691                  |                                     |                                     | II. Gustav Adolf z Fehrenbachu                      | II. Gustav Adolf z Fehrenbachu                      | II. Gustav Adolf z Fehrenbachu                      | II. Gustav Adolf z Fehrenbachu                      | II. Gustav Adolf z Fehrenbachu                      | II. Gustav Adolf z Fehrenbachu                      |                                             |                                             | I. Marie Markéta Ungnadová z Weissenwolffu † 1661             | I. Marie Markéta Ungnadová z Weissenwolffu † 1661             | I. Marie Markéta Ungnadová z Weissenwolffu † 1661             | I. Marie Markéta Ungnadová z Weissenwolffu † 1661             | I. Marie Markéta Ungnadová z Weissenwolffu † 1661             | I. Marie Markéta Ungnadová z Weissenwolffu † 1661             |                                     |                                     | František Arnošt Schlik po 1623–1675      | František Arnošt Schlik po 1623–1675      | František Arnošt Schlik po 1623–1675      | František Arnošt Schlik po 1623–1675      | František Arnošt Schlik po 1623–1675      | František Arnošt Schlik po 1623–1675      |                                       |                                       | II. Helena (Ester Maximiliana) z Drahotuš † 1700 | II. Helena (Ester Maximiliana) z Drahotuš † 1700 | II. Helena (Ester Maximiliana) z Drahotuš † 1700 | II. Helena (Ester Maximiliana) z Drahotuš † 1700 | II. Helena (Ester Maximiliana) z Drahotuš † 1700                  | II. Helena (Ester Maximiliana) z Drahotuš † 1700                  |                                                                   |                                                                   | Anna Marie Sidonie Schliková                                      | Anna Marie Sidonie Schliková                                      | Anna Marie Sidonie Schliková             | Anna Marie Sidonie Schliková             | Anna Marie Sidonie Schliková                          | Anna Marie Sidonie Schliková                          |                                                       |                                                       | Přemek II. ze Žerotína asi 1590–1652                        | Přemek II. ze Žerotína asi 1590–1652                  | Přemek II. ze Žerotína asi 1590–1652                 | Přemek II. ze Žerotína asi 1590–1652                 | Přemek II. ze Žerotína asi 1590–1652                 | Přemek II. ze Žerotína asi 1590–1652                 |                                         |                                         | Alžběta Schliková                                | Alžběta Schliková                                | Alžběta Schliková                                | Alžběta Schliková                                | Alžběta Schliková                                | Alžběta Schliková                                |  |  | Alexius Berka z Dubé                        | Alexius Berka z Dubé               | Alexius Berka z Dubé               | Alexius Berka z Dubé               | Alexius Berka z Dubé               | Alexius Berka z Dubé               |  |  | Julius Schlik asi 1590–1623 | Julius Schlik asi 1590–1623 | Julius Schlik asi 1590–1623 | Julius Schlik asi 1590–1623 | Julius Schlik asi 1590–1623 | Julius Schlik asi 1590–1623 |  |  |
| I. Oto z Waldburgu 1615–1663                        | I. Oto z Waldburgu 1615–1663                        | I. Oto z Waldburgu 1615–1663                        | I. Oto z Waldburgu 1615–1663                        | I. Oto z Waldburgu 1615–1663                        | I. Oto z Waldburgu 1615–1663                        |  |  | Marie Sidonie Schliková † 1691                  | Marie Sidonie Schliková † 1691                  | Marie Sidonie Schliková † 1691                  | Marie Sidonie Schliková † 1691                  | Marie Sidonie Schliková † 1691                  | Marie Sidonie Schliková † 1691                  |                                     |                                     | II. Gustav Adolf z Fehrenbachu                      | II. Gustav Adolf z Fehrenbachu                      | II. Gustav Adolf z Fehrenbachu                      | II. Gustav Adolf z Fehrenbachu                      | II. Gustav Adolf z Fehrenbachu                      | II. Gustav Adolf z Fehrenbachu                      |                                             |                                             | I. Marie Markéta Ungnadová z Weissenwolffu † 1661             | I. Marie Markéta Ungnadová z Weissenwolffu † 1661             | I. Marie Markéta Ungnadová z Weissenwolffu † 1661             | I. Marie Markéta Ungnadová z Weissenwolffu † 1661             | I. Marie Markéta Ungnadová z Weissenwolffu † 1661             | I. Marie Markéta Ungnadová z Weissenwolffu † 1661             |                                     |                                     | František Arnošt Schlik po 1623–1675      | František Arnošt Schlik po 1623–1675      | František Arnošt Schlik po 1623–1675      | František Arnošt Schlik po 1623–1675      | František Arnošt Schlik po 1623–1675      | František Arnošt Schlik po 1623–1675      |                                       |                                       | II. Helena (Ester Maximiliana) z Drahotuš † 1700 | II. Helena (Ester Maximiliana) z Drahotuš † 1700 | II. Helena (Ester Maximiliana) z Drahotuš † 1700 | II. Helena (Ester Maximiliana) z Drahotuš † 1700 | II. Helena (Ester Maximiliana) z Drahotuš † 1700                  | II. Helena (Ester Maximiliana) z Drahotuš † 1700                  |                                                                   |                                                                   | Anna Marie Sidonie Schliková                                      | Anna Marie Sidonie Schliková                                      | Anna Marie Sidonie Schliková             | Anna Marie Sidonie Schliková             | Anna Marie Sidonie Schliková                          | Anna Marie Sidonie Schliková                          |                                                       |                                                       | Přemek II. ze Žerotína asi 1590–1652                        | Přemek II. ze Žerotína asi 1590–1652                  | Přemek II. ze Žerotína asi 1590–1652                 | Přemek II. ze Žerotína asi 1590–1652                 | Přemek II. ze Žerotína asi 1590–1652                 | Přemek II. ze Žerotína asi 1590–1652                 |                                         |                                         | Alžběta Schliková                                | Alžběta Schliková                                | Alžběta Schliková                                | Alžběta Schliková                                | Alžběta Schliková                                | Alžběta Schliková                                |  |  | Alexius Berka z Dubé                        | Alexius Berka z Dubé               | Alexius Berka z Dubé               | Alexius Berka z Dubé               | Alexius Berka z Dubé               | Alexius Berka z Dubé               |  |  | Julius Schlik asi 1590–1623 | Julius Schlik asi 1590–1623 | Julius Schlik asi 1590–1623 | Julius Schlik asi 1590–1623 | Julius Schlik asi 1590–1623 | Julius Schlik asi 1590–1623 |  |  |
|                                                     |                                                     |                                                     |                                                     |                                                     |                                                     |  |  |                                                 |                                                 |                                                 |                                                 |                                                 |                                                 |                                     |                                     |                                                     |                                                     |                                                     |                                                     |                                                     |                                                     |                                             |                                             |                                                               |                                                               |                                                               |                                                               |                                                               |                                                               |                                     |                                     |                                           |                                           |                                           |                                           |                                           |                                           |                                       |                                       |                                                  |                                                  |                                                  |                                                  |                                                                   |                                                                   |                                                                   |                                                                   |                                                                   |                                                                   |                                          |                                          |                                                       |                                                       |                                                       |                                                       |                                                             |                                                       |                                                      |                                                      |                                                      |                                                      |                                         |                                         |                                                  |                                                  |                                                  |                                                  |                                                  |                                                  |  |  |                                             |                                    |                                    |                                    |                                    |                                    |  |  |                             |                             |                             |                             |                             |                             |  |  |
|                                                     |                                                     |                                                     |                                                     |                                                     |                                                     |  |  |                                                 |                                                 |                                                 |                                                 |                                                 |                                                 |                                     |                                     |                                                     |                                                     |                                                     |                                                     |                                                     |                                                     |                                             |                                             |                                                               |                                                               |                                                               |                                                               |                                                               |                                                               |                                     |                                     |                                           |                                           |                                           |                                           |                                           |                                           |                                       |                                       |                                                  |                                                  |                                                  |                                                  |                                                                   |                                                                   |                                                                   |                                                                   |                                                                   |                                                                   |                                          |                                          |                                                       |                                                       |                                                       |                                                       |                                                             |                                                       |                                                      |                                                      |                                                      |                                                      |                                         |                                         |                                                  |                                                  |                                                  |                                                  |                                                  |                                                  |  |  |                                             |                                    |                                    |                                    |                                    |                                    |  |  |                             |                             |                             |                             |                             |                             |  |  |
| I. Sylvie Kateřina Kinská z Vchynic a Tetova † 1773 | I. Sylvie Kateřina Kinská z Vchynic a Tetova † 1773 | I. Sylvie Kateřina Kinská z Vchynic a Tetova † 1773 | I. Sylvie Kateřina Kinská z Vchynic a Tetova † 1773 | I. Sylvie Kateřina Kinská z Vchynic a Tetova † 1773 | I. Sylvie Kateřina Kinská z Vchynic a Tetova † 1773 |  |  | František Josef Schlik 1656–1740                | František Josef Schlik 1656–1740                | František Josef Schlik 1656–1740                | František Josef Schlik 1656–1740                | František Josef Schlik 1656–1740                | František Josef Schlik 1656–1740                |                                     |                                     | II. Anna Josefa Krakowská z Kolowrat † 1771         | II. Anna Josefa Krakowská z Kolowrat † 1771         | II. Anna Josefa Krakowská z Kolowrat † 1771         | II. Anna Josefa Krakowská z Kolowrat † 1771         | II. Anna Josefa Krakowská z Kolowrat † 1771         | II. Anna Josefa Krakowská z Kolowrat † 1771         |                                             |                                             |                                                               |                                                               |                                                               |                                                               | I. Klára Rosalie z Kaunic † 1693                              | I. Klára Rosalie z Kaunic † 1693                              | I. Klára Rosalie z Kaunic † 1693    | I. Klára Rosalie z Kaunic † 1693    | I. Klára Rosalie z Kaunic † 1693          | I. Klára Rosalie z Kaunic † 1693          |                                           |                                           | Leopold Schlik 1663–1723                  | Leopold Schlik 1663–1723                  | Leopold Schlik 1663–1723              | Leopold Schlik 1663–1723              | Leopold Schlik 1663–1723                         | Leopold Schlik 1663–1723                         |                                                  |                                                  | II. Marie Josefa Wratislavová z Mitrovic 1678–1737                | II. Marie Josefa Wratislavová z Mitrovic 1678–1737                | II. Marie Josefa Wratislavová z Mitrovic 1678–1737                | II. Marie Josefa Wratislavová z Mitrovic 1678–1737                | II. Marie Josefa Wratislavová z Mitrovic 1678–1737                | II. Marie Josefa Wratislavová z Mitrovic 1678–1737                |                                          |                                          |                                                       |                                                       |                                                       |                                                       |                                                             |                                                       |                                                      |                                                      |                                                      |                                                      |                                         |                                         |                                                  |                                                  |                                                  |                                                  |                                                  |                                                  |  |  |                                             |                                    |                                    |                                    |                                    |                                    |  |  |                             |                             |                             |                             |                             |                             |  |  |
| I. Sylvie Kateřina Kinská z Vchynic a Tetova † 1773 | I. Sylvie Kateřina Kinská z Vchynic a Tetova † 1773 | I. Sylvie Kateřina Kinská z Vchynic a Tetova † 1773 | I. Sylvie Kateřina Kinská z Vchynic a Tetova † 1773 | I. Sylvie Kateřina Kinská z Vchynic a Tetova † 1773 | I. Sylvie Kateřina Kinská z Vchynic a Tetova † 1773 |  |  | František Josef Schlik 1656–1740                | František Josef Schlik 1656–1740                | František Josef Schlik 1656–1740                | František Josef Schlik 1656–1740                | František Josef Schlik 1656–1740                | František Josef Schlik 1656–1740                |                                     |                                     | II. Anna Josefa Krakowská z Kolowrat † 1771         | II. Anna Josefa Krakowská z Kolowrat † 1771         | II. Anna Josefa Krakowská z Kolowrat † 1771         | II. Anna Josefa Krakowská z Kolowrat † 1771         | II. Anna Josefa Krakowská z Kolowrat † 1771         | II. Anna Josefa Krakowská z Kolowrat † 1771         |                                             |                                             |                                                               |                                                               |                                                               |                                                               | I. Klára Rosalie z Kaunic † 1693                              | I. Klára Rosalie z Kaunic † 1693                              | I. Klára Rosalie z Kaunic † 1693    | I. Klára Rosalie z Kaunic † 1693    | I. Klára Rosalie z Kaunic † 1693          | I. Klára Rosalie z Kaunic † 1693          |                                           |                                           | Leopold Schlik 1663–1723                  | Leopold Schlik 1663–1723                  | Leopold Schlik 1663–1723              | Leopold Schlik 1663–1723              | Leopold Schlik 1663–1723                         | Leopold Schlik 1663–1723                         |                                                  |                                                  | II. Marie Josefa Wratislavová z Mitrovic 1678–1737                | II. Marie Josefa Wratislavová z Mitrovic 1678–1737                | II. Marie Josefa Wratislavová z Mitrovic 1678–1737                | II. Marie Josefa Wratislavová z Mitrovic 1678–1737                | II. Marie Josefa Wratislavová z Mitrovic 1678–1737                | II. Marie Josefa Wratislavová z Mitrovic 1678–1737                |                                          |                                          |                                                       |                                                       |                                                       |                                                       |                                                             |                                                       |                                                      |                                                      |                                                      |                                                      |                                         |                                         |                                                  |                                                  |                                                  |                                                  |                                                  |                                                  |  |  |                                             |                                    |                                    |                                    |                                    |                                    |  |  |                             |                             |                             |                             |                             |                             |  |  |
|                                                     |                                                     |                                                     |                                                     |                                                     |                                                     |  |  |                                                 |                                                 |                                                 |                                                 |                                                 |                                                 |                                     |                                     |                                                     |                                                     |                                                     |                                                     |                                                     |                                                     |                                             |                                             |                                                               |                                                               |                                                               |                                                               |                                                               |                                                               |                                     |                                     |                                           |                                           |                                           |                                           |                                           |                                           |                                       |                                       |                                                  |                                                  |                                                  |                                                  |                                                                   |                                                                   |                                                                   |                                                                   |                                                                   |                                                                   |                                          |                                          |                                                       |                                                       |                                                       |                                                       |                                                             |                                                       |                                                      |                                                      |                                                      |                                                      |                                         |                                         |                                                  |                                                  |                                                  |                                                  |                                                  |                                                  |  |  |                                             |                                    |                                    |                                    |                                    |                                    |  |  |                             |                             |                             |                             |                             |                             |  |  |
|                                                     |                                                     |                                                     |                                                     |                                                     |                                                     |  |  |                                                 |                                                 |                                                 |                                                 |                                                 |                                                 |                                     |                                     |                                                     |                                                     |                                                     |                                                     |                                                     |                                                     |                                             |                                             |                                                               |                                                               |                                                               |                                                               |                                                               |                                                               |                                     |                                     |                                           |                                           |                                           |                                           |                                           |                                           |                                       |                                       |                                                  |                                                  |                                                  |                                                  |                                                                   |                                                                   |                                                                   |                                                                   |                                                                   |                                                                   |                                          |                                          |                                                       |                                                       |                                                       |                                                       |                                                             |                                                       |                                                      |                                                      |                                                      |                                                      |                                         |                                         |                                                  |                                                  |                                                  |                                                  |                                                  |                                                  |  |  |                                             |                                    |                                    |                                    |                                    |                                    |  |  |                             |                             |                             |                             |                             |                             |  |  |
|                                                     |                                                     |                                                     |                                                     |                                                     |                                                     |  |  |                                                 |                                                 |                                                 |                                                 |                                                 |                                                 |                                     |                                     |                                                     |                                                     |                                                     |                                                     |                                                     |                                                     |                                             |                                             | Karel Josef Raduit de Souches 1684–1736                       | Karel Josef Raduit de Souches 1684–1736                       | Karel Josef Raduit de Souches 1684–1736                       | Karel Josef Raduit de Souches 1684–1736                       | Karel Josef Raduit de Souches 1684–1736                       | Karel Josef Raduit de Souches 1684–1736                       |                                     |                                     | Josefa Marie Anna Schliková asi 1690–1728 | Josefa Marie Anna Schliková asi 1690–1728 | Josefa Marie Anna Schliková asi 1690–1728 | Josefa Marie Anna Schliková asi 1690–1728 | Josefa Marie Anna Schliková asi 1690–1728 | Josefa Marie Anna Schliková asi 1690–1728 |                                       |                                       | František Josef Jindřich I. Schlik 1696–1766     | František Josef Jindřich I. Schlik 1696–1766     | František Josef Jindřich I. Schlik 1696–1766     | František Josef Jindřich I. Schlik 1696–1766     | František Josef Jindřich I. Schlik 1696–1766                      | František Josef Jindřich I. Schlik 1696–1766                      |                                                                   |                                                                   | Marie Eleonora z Trauttmansdorffu † 1769                          | Marie Eleonora z Trauttmansdorffu † 1769                          | Marie Eleonora z Trauttmansdorffu † 1769 | Marie Eleonora z Trauttmansdorffu † 1769 | Marie Eleonora z Trauttmansdorffu † 1769              | Marie Eleonora z Trauttmansdorffu † 1769              |                                                       |                                                       | Marie Josefa Filipína Schliková 1708–1761                   | Marie Josefa Filipína Schliková 1708–1761             | Marie Josefa Filipína Schliková 1708–1761            | Marie Josefa Filipína Schliková 1708–1761            | Marie Josefa Filipína Schliková 1708–1761            | Marie Josefa Filipína Schliková 1708–1761            |                                         |                                         | Mikuláš Pálffy z Erdödu 1699–1734                | Mikuláš Pálffy z Erdödu 1699–1734                | Mikuláš Pálffy z Erdödu 1699–1734                | Mikuláš Pálffy z Erdödu 1699–1734                | Mikuláš Pálffy z Erdödu 1699–1734                | Mikuláš Pálffy z Erdödu 1699–1734                |  |  |                                             |                                    |                                    |                                    |                                    |                                    |  |  |                             |                             |                             |                             |                             |                             |  |  |
|                                                     |                                                     |                                                     |                                                     |                                                     |                                                     |  |  |                                                 |                                                 |                                                 |                                                 |                                                 |                                                 |                                     |                                     |                                                     |                                                     |                                                     |                                                     |                                                     |                                                     |                                             |                                             | Karel Josef Raduit de Souches 1684–1736                       | Karel Josef Raduit de Souches 1684–1736                       | Karel Josef Raduit de Souches 1684–1736                       | Karel Josef Raduit de Souches 1684–1736                       | Karel Josef Raduit de Souches 1684–1736                       | Karel Josef Raduit de Souches 1684–1736                       |                                     |                                     | Josefa Marie Anna Schliková asi 1690–1728 | Josefa Marie Anna Schliková asi 1690–1728 | Josefa Marie Anna Schliková asi 1690–1728 | Josefa Marie Anna Schliková asi 1690–1728 | Josefa Marie Anna Schliková asi 1690–1728 | Josefa Marie Anna Schliková asi 1690–1728 |                                       |                                       | František Josef Jindřich I. Schlik 1696–1766     | František Josef Jindřich I. Schlik 1696–1766     | František Josef Jindřich I. Schlik 1696–1766     | František Josef Jindřich I. Schlik 1696–1766     | František Josef Jindřich I. Schlik 1696–1766                      | František Josef Jindřich I. Schlik 1696–1766                      |                                                                   |                                                                   | Marie Eleonora z Trauttmansdorffu † 1769                          | Marie Eleonora z Trauttmansdorffu † 1769                          | Marie Eleonora z Trauttmansdorffu † 1769 | Marie Eleonora z Trauttmansdorffu † 1769 | Marie Eleonora z Trauttmansdorffu † 1769              | Marie Eleonora z Trauttmansdorffu † 1769              |                                                       |                                                       | Marie Josefa Filipína Schliková 1708–1761                   | Marie Josefa Filipína Schliková 1708–1761             | Marie Josefa Filipína Schliková 1708–1761            | Marie Josefa Filipína Schliková 1708–1761            | Marie Josefa Filipína Schliková 1708–1761            | Marie Josefa Filipína Schliková 1708–1761            |                                         |                                         | Mikuláš Pálffy z Erdödu 1699–1734                | Mikuláš Pálffy z Erdödu 1699–1734                | Mikuláš Pálffy z Erdödu 1699–1734                | Mikuláš Pálffy z Erdödu 1699–1734                | Mikuláš Pálffy z Erdödu 1699–1734                | Mikuláš Pálffy z Erdödu 1699–1734                |  |  |                                             |                                    |                                    |                                    |                                    |                                    |  |  |                             |                             |                             |                             |                             |                             |  |  |
|                                                     |                                                     |                                                     |                                                     |                                                     |                                                     |  |  |                                                 |                                                 |                                                 |                                                 |                                                 |                                                 |                                     |                                     |                                                     |                                                     |                                                     |                                                     |                                                     |                                                     |                                             |                                             |                                                               |                                                               |                                                               |                                                               |                                                               |                                                               |                                     |                                     |                                           |                                           |                                           |                                           |                                           |                                           |                                       |                                       |                                                  |                                                  |                                                  |                                                  |                                                                   |                                                                   |                                                                   |                                                                   |                                                                   |                                                                   |                                          |                                          |                                                       |                                                       |                                                       |                                                       |                                                             |                                                       |                                                      |                                                      |                                                      |                                                      |                                         |                                         |                                                  |                                                  |                                                  |                                                  |                                                  |                                                  |  |  |                                             |                                    |                                    |                                    |                                    |                                    |  |  |                             |                             |                             |                             |                             |                             |  |  |
|                                                     |                                                     |                                                     |                                                     |                                                     |                                                     |  |  |                                                 |                                                 |                                                 |                                                 |                                                 |                                                 |                                     |                                     |                                                     |                                                     |                                                     |                                                     |                                                     |                                                     |                                             |                                             |                                                               |                                                               |                                                               |                                                               |                                                               |                                                               |                                     |                                     |                                           |                                           |                                           |                                           |                                           |                                           |                                       |                                       |                                                  |                                                  |                                                  |                                                  |                                                                   |                                                                   |                                                                   |                                                                   |                                                                   |                                                                   |                                          |                                          |                                                       |                                                       |                                                       |                                                       |                                                             |                                                       |                                                      |                                                      |                                                      |                                                      |                                         |                                         |                                                  |                                                  |                                                  |                                                  |                                                  |                                                  |  |  |                                             |                                    |                                    |                                    |                                    |                                    |  |  |                             |                             |                             |                             |                             |                             |  |  |
|                                                     |                                                     |                                                     |                                                     |                                                     |                                                     |  |  |                                                 |                                                 |                                                 |                                                 |                                                 |                                                 |                                     |                                     |                                                     |                                                     |                                                     |                                                     |                                                     |                                                     |                                             |                                             | Marie Anna Schliková 1725–1781                                | Marie Anna Schliková 1725–1781                                | Marie Anna Schliková 1725–1781                                | Marie Anna Schliková 1725–1781                                | Marie Anna Schliková 1725–1781                                | Marie Anna Schliková 1725–1781                                |                                     |                                     | Alois Hager z Allensteigu                 | Alois Hager z Allensteigu                 | Alois Hager z Allensteigu                 | Alois Hager z Allensteigu                 | Alois Hager z Allensteigu                 | Alois Hager z Allensteigu                 |                                       |                                       |                                                  |                                                  |                                                  |                                                  | Leopold Jindřich František Schlik 1729–1770                       | Leopold Jindřich František Schlik 1729–1770                       | Leopold Jindřich František Schlik 1729–1770                       | Leopold Jindřich František Schlik 1729–1770                       | Leopold Jindřich František Schlik 1729–1770                       | Leopold Jindřich František Schlik 1729–1770                       |                                          |                                          | Marie Antonie z Frankenbergu a Ludwigsdorfu 1728–1794 | Marie Antonie z Frankenbergu a Ludwigsdorfu 1728–1794 | Marie Antonie z Frankenbergu a Ludwigsdorfu 1728–1794 | Marie Antonie z Frankenbergu a Ludwigsdorfu 1728–1794 | Marie Antonie z Frankenbergu a Ludwigsdorfu 1728–1794       | Marie Antonie z Frankenbergu a Ludwigsdorfu 1728–1794 |                                                      |                                                      |                                                      |                                                      |                                         |                                         |                                                  |                                                  |                                                  |                                                  |                                                  |                                                  |  |  |                                             |                                    |                                    |                                    |                                    |                                    |  |  |                             |                             |                             |                             |                             |                             |  |  |
|                                                     |                                                     |                                                     |                                                     |                                                     |                                                     |  |  |                                                 |                                                 |                                                 |                                                 |                                                 |                                                 |                                     |                                     |                                                     |                                                     |                                                     |                                                     |                                                     |                                                     |                                             |                                             | Marie Anna Schliková 1725–1781                                | Marie Anna Schliková 1725–1781                                | Marie Anna Schliková 1725–1781                                | Marie Anna Schliková 1725–1781                                | Marie Anna Schliková 1725–1781                                | Marie Anna Schliková 1725–1781                                |                                     |                                     | Alois Hager z Allensteigu                 | Alois Hager z Allensteigu                 | Alois Hager z Allensteigu                 | Alois Hager z Allensteigu                 | Alois Hager z Allensteigu                 | Alois Hager z Allensteigu                 |                                       |                                       |                                                  |                                                  |                                                  |                                                  | Leopold Jindřich František Schlik 1729–1770                       | Leopold Jindřich František Schlik 1729–1770                       | Leopold Jindřich František Schlik 1729–1770                       | Leopold Jindřich František Schlik 1729–1770                       | Leopold Jindřich František Schlik 1729–1770                       | Leopold Jindřich František Schlik 1729–1770                       |                                          |                                          | Marie Antonie z Frankenbergu a Ludwigsdorfu 1728–1794 | Marie Antonie z Frankenbergu a Ludwigsdorfu 1728–1794 | Marie Antonie z Frankenbergu a Ludwigsdorfu 1728–1794 | Marie Antonie z Frankenbergu a Ludwigsdorfu 1728–1794 | Marie Antonie z Frankenbergu a Ludwigsdorfu 1728–1794       | Marie Antonie z Frankenbergu a Ludwigsdorfu 1728–1794 |                                                      |                                                      |                                                      |                                                      |                                         |                                         |                                                  |                                                  |                                                  |                                                  |                                                  |                                                  |  |  |                                             |                                    |                                    |                                    |                                    |                                    |  |  |                             |                             |                             |                             |                             |                             |  |  |
|                                                     |                                                     |                                                     |                                                     |                                                     |                                                     |  |  |                                                 |                                                 |                                                 |                                                 |                                                 |                                                 |                                     |                                     |                                                     |                                                     |                                                     |                                                     |                                                     |                                                     |                                             |                                             |                                                               |                                                               |                                                               |                                                               |                                                               |                                                               |                                     |                                     |                                           |                                           |                                           |                                           |                                           |                                           |                                       |                                       |                                                  |                                                  |                                                  |                                                  |                                                                   |                                                                   |                                                                   |                                                                   |                                                                   |                                                                   |                                          |                                          |                                                       |                                                       |                                                       |                                                       |                                                             |                                                       |                                                      |                                                      |                                                      |                                                      |                                         |                                         |                                                  |                                                  |                                                  |                                                  |                                                  |                                                  |  |  |                                             |                                    |                                    |                                    |                                    |                                    |  |  |                             |                             |                             |                             |                             |                             |  |  |
|                                                     |                                                     |                                                     |                                                     |                                                     |                                                     |  |  |                                                 |                                                 |                                                 |                                                 |                                                 |                                                 |                                     |                                     |                                                     |                                                     |                                                     |                                                     |                                                     |                                                     |                                             |                                             |                                                               |                                                               |                                                               |                                                               |                                                               |                                                               |                                     |                                     |                                           |                                           |                                           |                                           |                                           |                                           |                                       |                                       |                                                  |                                                  |                                                  |                                                  |                                                                   |                                                                   |                                                                   |                                                                   |                                                                   |                                                                   |                                          |                                          |                                                       |                                                       |                                                       |                                                       |                                                             |                                                       |                                                      |                                                      |                                                      |                                                      |                                         |                                         |                                                  |                                                  |                                                  |                                                  |                                                  |                                                  |  |  |                                             |                                    |                                    |                                    |                                    |                                    |  |  |                             |                             |                             |                             |                             |                             |  |  |
|                                                     |                                                     |                                                     |                                                     |                                                     |                                                     |  |  | Josef František Schlik 1754–1806                | Josef František Schlik 1754–1806                | Josef František Schlik 1754–1806                | Josef František Schlik 1754–1806                | Josef František Schlik 1754–1806                | Josef František Schlik 1754–1806                |                                     |                                     | Marie Filipína Ludmila z Nostitz-Rienecku 1764–1813 | Marie Filipína Ludmila z Nostitz-Rienecku 1764–1813 | Marie Filipína Ludmila z Nostitz-Rienecku 1764–1813 | Marie Filipína Ludmila z Nostitz-Rienecku 1764–1813 | Marie Filipína Ludmila z Nostitz-Rienecku 1764–1813 | Marie Filipína Ludmila z Nostitz-Rienecku 1764–1813 |                                             |                                             |                                                               |                                                               |                                                               |                                                               | Marie Anna Schliková 1760–1819                                | Marie Anna Schliková 1760–1819                                | Marie Anna Schliková 1760–1819      | Marie Anna Schliková 1760–1819      | Marie Anna Schliková 1760–1819            | Marie Anna Schliková 1760–1819            |                                           |                                           | Raimund ze Saurau a Ligistu 1739–1796     | Raimund ze Saurau a Ligistu 1739–1796     | Raimund ze Saurau a Ligistu 1739–1796 | Raimund ze Saurau a Ligistu 1739–1796 | Raimund ze Saurau a Ligistu 1739–1796            | Raimund ze Saurau a Ligistu 1739–1796            |                                                  |                                                  |                                                                   |                                                                   |                                                                   |                                                                   | Marie Arnoštka Schliková 1769–1824                                | Marie Arnoštka Schliková 1769–1824                                | Marie Arnoštka Schliková 1769–1824       | Marie Arnoštka Schliková 1769–1824       | Marie Arnoštka Schliková 1769–1824                    | Marie Arnoštka Schliková 1769–1824                    |                                                       |                                                       | Josef Maria Maxmilián Krakowský z Kolowrat 1746–1824        | Josef Maria Maxmilián Krakowský z Kolowrat 1746–1824  | Josef Maria Maxmilián Krakowský z Kolowrat 1746–1824 | Josef Maria Maxmilián Krakowský z Kolowrat 1746–1824 | Josef Maria Maxmilián Krakowský z Kolowrat 1746–1824 | Josef Maria Maxmilián Krakowský z Kolowrat 1746–1824 |                                         |                                         |                                                  |                                                  |                                                  |                                                  |                                                  |                                                  |  |  |                                             |                                    |                                    |                                    |                                    |                                    |  |  |                             |                             |                             |                             |                             |                             |  |  |
|                                                     |                                                     |                                                     |                                                     |                                                     |                                                     |  |  | Josef František Schlik 1754–1806                | Josef František Schlik 1754–1806                | Josef František Schlik 1754–1806                | Josef František Schlik 1754–1806                | Josef František Schlik 1754–1806                | Josef František Schlik 1754–1806                |                                     |                                     | Marie Filipína Ludmila z Nostitz-Rienecku 1764–1813 | Marie Filipína Ludmila z Nostitz-Rienecku 1764–1813 | Marie Filipína Ludmila z Nostitz-Rienecku 1764–1813 | Marie Filipína Ludmila z Nostitz-Rienecku 1764–1813 | Marie Filipína Ludmila z Nostitz-Rienecku 1764–1813 | Marie Filipína Ludmila z Nostitz-Rienecku 1764–1813 |                                             |                                             |                                                               |                                                               |                                                               |                                                               | Marie Anna Schliková 1760–1819                                | Marie Anna Schliková 1760–1819                                | Marie Anna Schliková 1760–1819      | Marie Anna Schliková 1760–1819      | Marie Anna Schliková 1760–1819            | Marie Anna Schliková 1760–1819            |                                           |                                           | Raimund ze Saurau a Ligistu 1739–1796     | Raimund ze Saurau a Ligistu 1739–1796     | Raimund ze Saurau a Ligistu 1739–1796 | Raimund ze Saurau a Ligistu 1739–1796 | Raimund ze Saurau a Ligistu 1739–1796            | Raimund ze Saurau a Ligistu 1739–1796            |                                                  |                                                  |                                                                   |                                                                   |                                                                   |                                                                   | Marie Arnoštka Schliková 1769–1824                                | Marie Arnoštka Schliková 1769–1824                                | Marie Arnoštka Schliková 1769–1824       | Marie Arnoštka Schliková 1769–1824       | Marie Arnoštka Schliková 1769–1824                    | Marie Arnoštka Schliková 1769–1824                    |                                                       |                                                       | Josef Maria Maxmilián Krakowský z Kolowrat 1746–1824        | Josef Maria Maxmilián Krakowský z Kolowrat 1746–1824  | Josef Maria Maxmilián Krakowský z Kolowrat 1746–1824 | Josef Maria Maxmilián Krakowský z Kolowrat 1746–1824 | Josef Maria Maxmilián Krakowský z Kolowrat 1746–1824 | Josef Maria Maxmilián Krakowský z Kolowrat 1746–1824 |                                         |                                         |                                                  |                                                  |                                                  |                                                  |                                                  |                                                  |  |  |                                             |                                    |                                    |                                    |                                    |                                    |  |  |                             |                             |                             |                             |                             |                             |  |  |
|                                                     |                                                     |                                                     |                                                     |                                                     |                                                     |  |  |                                                 |                                                 |                                                 |                                                 |                                                 |                                                 |                                     |                                     |                                                     |                                                     |                                                     |                                                     |                                                     |                                                     |                                             |                                             |                                                               |                                                               |                                                               |                                                               |                                                               |                                                               |                                     |                                     |                                           |                                           |                                           |                                           |                                           |                                           |                                       |                                       |                                                  |                                                  |                                                  |                                                  |                                                                   |                                                                   |                                                                   |                                                                   |                                                                   |                                                                   |                                          |                                          |                                                       |                                                       |                                                       |                                                       |                                                             |                                                       |                                                      |                                                      |                                                      |                                                      |                                         |                                         |                                                  |                                                  |                                                  |                                                  |                                                  |                                                  |  |  |                                             |                                    |                                    |                                    |                                    |                                    |  |  |                             |                             |                             |                             |                             |                             |  |  |
|                                                     |                                                     |                                                     |                                                     |                                                     |                                                     |  |  |                                                 |                                                 |                                                 |                                                 |                                                 |                                                 |                                     |                                     |                                                     |                                                     |                                                     |                                                     |                                                     |                                                     |                                             |                                             |                                                               |                                                               |                                                               |                                                               |                                                               |                                                               |                                     |                                     |                                           |                                           |                                           |                                           |                                           |                                           |                                       |                                       |                                                  |                                                  |                                                  |                                                  |                                                                   |                                                                   |                                                                   |                                                                   |                                                                   |                                                                   |                                          |                                          |                                                       |                                                       |                                                       |                                                       |                                                             |                                                       |                                                      |                                                      |                                                      |                                                      |                                         |                                         |                                                  |                                                  |                                                  |                                                  |                                                  |                                                  |  |  |                                             |                                    |                                    |                                    |                                    |                                    |  |  |                             |                             |                             |                             |                             |                             |  |  |
| Antonie Josefa Schliková 1783–1830/1831             | Antonie Josefa Schliková 1783–1830/1831             | Antonie Josefa Schliková 1783–1830/1831             | Antonie Josefa Schliková 1783–1830/1831             | Antonie Josefa Schliková 1783–1830/1831             | Antonie Josefa Schliková 1783–1830/1831             |  |  | Jan Nepomuk z Nostitz-Rienecku 1768–1840        | Jan Nepomuk z Nostitz-Rienecku 1768–1840        | Jan Nepomuk z Nostitz-Rienecku 1768–1840        | Jan Nepomuk z Nostitz-Rienecku 1768–1840        | Jan Nepomuk z Nostitz-Rienecku 1768–1840        | Jan Nepomuk z Nostitz-Rienecku 1768–1840        |                                     |                                     |                                                     |                                                     |                                                     |                                                     |                                                     |                                                     |                                             |                                             |                                                               |                                                               |                                                               |                                                               | Marie Alžběta Schliková 1792–1855                             | Marie Alžběta Schliková 1792–1855                             | Marie Alžběta Schliková 1792–1855   | Marie Alžběta Schliková 1792–1855   | Marie Alžběta Schliková 1792–1855         | Marie Alžběta Schliková 1792–1855         |                                           |                                           |                                           |                                           |                                       |                                       |                                                  |                                                  |                                                  |                                                  | I. Marie Žofie von und zu Eltz gen. Faust von Stromberg 1796–1821 | I. Marie Žofie von und zu Eltz gen. Faust von Stromberg 1796–1821 | I. Marie Žofie von und zu Eltz gen. Faust von Stromberg 1796–1821 | I. Marie Žofie von und zu Eltz gen. Faust von Stromberg 1796–1821 | I. Marie Žofie von und zu Eltz gen. Faust von Stromberg 1796–1821 | I. Marie Žofie von und zu Eltz gen. Faust von Stromberg 1796–1821 |                                          |                                          | 2. František Josef Jindřich II. Schlik 1789–1862      | 2. František Josef Jindřich II. Schlik 1789–1862      | 2. František Josef Jindřich II. Schlik 1789–1862      | 2. František Josef Jindřich II. Schlik 1789–1862      | 2. František Josef Jindřich II. Schlik 1789–1862            | 2. František Josef Jindřich II. Schlik 1789–1862      |                                                      |                                                      | II. Vilemína Breuer † 1862                           | II. Vilemína Breuer † 1862                           | II. Vilemína Breuer † 1862              | II. Vilemína Breuer † 1862              | II. Vilemína Breuer † 1862                       | II. Vilemína Breuer † 1862                       |                                                  |                                                  |                                                  |                                                  |  |  |                                             |                                    |                                    |                                    |                                    |                                    |  |  |                             |                             |                             |                             |                             |                             |  |  |
| Antonie Josefa Schliková 1783–1830/1831             | Antonie Josefa Schliková 1783–1830/1831             | Antonie Josefa Schliková 1783–1830/1831             | Antonie Josefa Schliková 1783–1830/1831             | Antonie Josefa Schliková 1783–1830/1831             | Antonie Josefa Schliková 1783–1830/1831             |  |  | Jan Nepomuk z Nostitz-Rienecku 1768–1840        | Jan Nepomuk z Nostitz-Rienecku 1768–1840        | Jan Nepomuk z Nostitz-Rienecku 1768–1840        | Jan Nepomuk z Nostitz-Rienecku 1768–1840        | Jan Nepomuk z Nostitz-Rienecku 1768–1840        | Jan Nepomuk z Nostitz-Rienecku 1768–1840        |                                     |                                     |                                                     |                                                     |                                                     |                                                     |                                                     |                                                     |                                             |                                             |                                                               |                                                               |                                                               |                                                               | Marie Alžběta Schliková 1792–1855                             | Marie Alžběta Schliková 1792–1855                             | Marie Alžběta Schliková 1792–1855   | Marie Alžběta Schliková 1792–1855   | Marie Alžběta Schliková 1792–1855         | Marie Alžběta Schliková 1792–1855         |                                           |                                           |                                           |                                           |                                       |                                       |                                                  |                                                  |                                                  |                                                  | I. Marie Žofie von und zu Eltz gen. Faust von Stromberg 1796–1821 | I. Marie Žofie von und zu Eltz gen. Faust von Stromberg 1796–1821 | I. Marie Žofie von und zu Eltz gen. Faust von Stromberg 1796–1821 | I. Marie Žofie von und zu Eltz gen. Faust von Stromberg 1796–1821 | I. Marie Žofie von und zu Eltz gen. Faust von Stromberg 1796–1821 | I. Marie Žofie von und zu Eltz gen. Faust von Stromberg 1796–1821 |                                          |                                          | 2. František Josef Jindřich II. Schlik 1789–1862      | 2. František Josef Jindřich II. Schlik 1789–1862      | 2. František Josef Jindřich II. Schlik 1789–1862      | 2. František Josef Jindřich II. Schlik 1789–1862      | 2. František Josef Jindřich II. Schlik 1789–1862            | 2. František Josef Jindřich II. Schlik 1789–1862      |                                                      |                                                      | II. Vilemína Breuer † 1862                           | II. Vilemína Breuer † 1862                           | II. Vilemína Breuer † 1862              | II. Vilemína Breuer † 1862              | II. Vilemína Breuer † 1862                       | II. Vilemína Breuer † 1862                       |                                                  |                                                  |                                                  |                                                  |  |  |                                             |                                    |                                    |                                    |                                    |                                    |  |  |                             |                             |                             |                             |                             |                             |  |  |
|                                                     |                                                     |                                                     |                                                     |                                                     |                                                     |  |  |                                                 |                                                 |                                                 |                                                 |                                                 |                                                 |                                     |                                     |                                                     |                                                     |                                                     |                                                     |                                                     |                                                     |                                             |                                             |                                                               |                                                               |                                                               |                                                               |                                                               |                                                               |                                     |                                     |                                           |                                           |                                           |                                           |                                           |                                           |                                       |                                       |                                                  |                                                  |                                                  |                                                  |                                                                   |                                                                   |                                                                   |                                                                   |                                                                   |                                                                   |                                          |                                          |                                                       |                                                       |                                                       |                                                       |                                                             |                                                       |                                                      |                                                      |                                                      |                                                      |                                         |                                         |                                                  |                                                  |                                                  |                                                  |                                                  |                                                  |  |  |                                             |                                    |                                    |                                    |                                    |                                    |  |  |                             |                             |                             |                             |                             |                             |  |  |
|                                                     |                                                     |                                                     |                                                     |                                                     |                                                     |  |  |                                                 |                                                 |                                                 |                                                 |                                                 |                                                 |                                     |                                     |                                                     |                                                     |                                                     |                                                     |                                                     |                                                     |                                             |                                             |                                                               |                                                               |                                                               |                                                               |                                                               |                                                               |                                     |                                     |                                           |                                           |                                           |                                           |                                           |                                           |                                       |                                       |                                                  |                                                  |                                                  |                                                  |                                                                   |                                                                   |                                                                   |                                                                   |                                                                   |                                                                   |                                          |                                          |                                                       |                                                       |                                                       |                                                       |                                                             |                                                       |                                                      |                                                      |                                                      |                                                      |                                         |                                         |                                                  |                                                  |                                                  |                                                  |                                                  |                                                  |  |  |                                             |                                    |                                    |                                    |                                    |                                    |  |  |                             |                             |                             |                             |                             |                             |  |  |
| Albína Schliková 1819–1896                          | Albína Schliková 1819–1896                          | Albína Schliková 1819–1896                          | Albína Schliková 1819–1896                          | Albína Schliková 1819–1896                          | Albína Schliková 1819–1896                          |  |  | Karl von Prinetti † 1854                        | Karl von Prinetti † 1854                        | Karl von Prinetti † 1854                        | Karl von Prinetti † 1854                        | Karl von Prinetti † 1854                        | Karl von Prinetti † 1854                        |                                     |                                     | Jindřich František Schlik 1820–1859                 | Jindřich František Schlik 1820–1859                 | Jindřich František Schlik 1820–1859                 | Jindřich František Schlik 1820–1859                 | Jindřich František Schlik 1820–1859                 | Jindřich František Schlik 1820–1859                 |                                             |                                             | Žofie z Riesenfelsu 1831–1861                                 | Žofie z Riesenfelsu 1831–1861                                 | Žofie z Riesenfelsu 1831–1861                                 | Žofie z Riesenfelsu 1831–1861                                 | Žofie z Riesenfelsu 1831–1861                                 | Žofie z Riesenfelsu 1831–1861                                 |                                     |                                     | Františka Schliková 1821–1867             | Františka Schliková 1821–1867             | Františka Schliková 1821–1867             | Františka Schliková 1821–1867             | Františka Schliková 1821–1867             | Františka Schliková 1821–1867             |                                       |                                       | Ferdinand z Risenfelsu † 1894                    | Ferdinand z Risenfelsu † 1894                    | Ferdinand z Risenfelsu † 1894                    | Ferdinand z Risenfelsu † 1894                    | Ferdinand z Risenfelsu † 1894                                     | Ferdinand z Risenfelsu † 1894                                     |                                                                   |                                                                   | Thekla Schliková 1818–1834                                        | Thekla Schliková 1818–1834                                        | Thekla Schliková 1818–1834               | Thekla Schliková 1818–1834               | Thekla Schliková 1818–1834                            | Thekla Schliková 1818–1834                            |                                                       |                                                       | Paula Schliková 1827–1887                                   | Paula Schliková 1827–1887                             | Paula Schliková 1827–1887                            | Paula Schliková 1827–1887                            | Paula Schliková 1827–1887                            | Paula Schliková 1827–1887                            |                                         |                                         | Maria Václav Enis von Atter und Iveagh 1820–1902 | Maria Václav Enis von Atter und Iveagh 1820–1902 | Maria Václav Enis von Atter und Iveagh 1820–1902 | Maria Václav Enis von Atter und Iveagh 1820–1902 | Maria Václav Enis von Atter und Iveagh 1820–1902 | Maria Václav Enis von Atter und Iveagh 1820–1902 |  |  | Rosa Schliková 1829–1854                    | Rosa Schliková 1829–1854           | Rosa Schliková 1829–1854           | Rosa Schliková 1829–1854           | Rosa Schliková 1829–1854           | Rosa Schliková 1829–1854           |  |  |                             |                             |                             |                             |                             |                             |  |  |
| Albína Schliková 1819–1896                          | Albína Schliková 1819–1896                          | Albína Schliková 1819–1896                          | Albína Schliková 1819–1896                          | Albína Schliková 1819–1896                          | Albína Schliková 1819–1896                          |  |  | Karl von Prinetti † 1854                        | Karl von Prinetti † 1854                        | Karl von Prinetti † 1854                        | Karl von Prinetti † 1854                        | Karl von Prinetti † 1854                        | Karl von Prinetti † 1854                        |                                     |                                     | Jindřich František Schlik 1820–1859                 | Jindřich František Schlik 1820–1859                 | Jindřich František Schlik 1820–1859                 | Jindřich František Schlik 1820–1859                 | Jindřich František Schlik 1820–1859                 | Jindřich František Schlik 1820–1859                 |                                             |                                             | Žofie z Riesenfelsu 1831–1861                                 | Žofie z Riesenfelsu 1831–1861                                 | Žofie z Riesenfelsu 1831–1861                                 | Žofie z Riesenfelsu 1831–1861                                 | Žofie z Riesenfelsu 1831–1861                                 | Žofie z Riesenfelsu 1831–1861                                 |                                     |                                     | Františka Schliková 1821–1867             | Františka Schliková 1821–1867             | Františka Schliková 1821–1867             | Františka Schliková 1821–1867             | Františka Schliková 1821–1867             | Františka Schliková 1821–1867             |                                       |                                       | Ferdinand z Risenfelsu † 1894                    | Ferdinand z Risenfelsu † 1894                    | Ferdinand z Risenfelsu † 1894                    | Ferdinand z Risenfelsu † 1894                    | Ferdinand z Risenfelsu † 1894                                     | Ferdinand z Risenfelsu † 1894                                     |                                                                   |                                                                   | Thekla Schliková 1818–1834                                        | Thekla Schliková 1818–1834                                        | Thekla Schliková 1818–1834               | Thekla Schliková 1818–1834               | Thekla Schliková 1818–1834                            | Thekla Schliková 1818–1834                            |                                                       |                                                       | Paula Schliková 1827–1887                                   | Paula Schliková 1827–1887                             | Paula Schliková 1827–1887                            | Paula Schliková 1827–1887                            | Paula Schliková 1827–1887                            | Paula Schliková 1827–1887                            |                                         |                                         | Maria Václav Enis von Atter und Iveagh 1820–1902 | Maria Václav Enis von Atter und Iveagh 1820–1902 | Maria Václav Enis von Atter und Iveagh 1820–1902 | Maria Václav Enis von Atter und Iveagh 1820–1902 | Maria Václav Enis von Atter und Iveagh 1820–1902 | Maria Václav Enis von Atter und Iveagh 1820–1902 |  |  | Rosa Schliková 1829–1854                    | Rosa Schliková 1829–1854           | Rosa Schliková 1829–1854           | Rosa Schliková 1829–1854           | Rosa Schliková 1829–1854           | Rosa Schliková 1829–1854           |  |  |                             |                             |                             |                             |                             |                             |  |  |
|                                                     |                                                     |                                                     |                                                     |                                                     |                                                     |  |  |                                                 |                                                 |                                                 |                                                 |                                                 |                                                 |                                     |                                     |                                                     |                                                     |                                                     |                                                     |                                                     |                                                     |                                             |                                             |                                                               |                                                               |                                                               |                                                               |                                                               |                                                               |                                     |                                     |                                           |                                           |                                           |                                           |                                           |                                           |                                       |                                       |                                                  |                                                  |                                                  |                                                  |                                                                   |                                                                   |                                                                   |                                                                   |                                                                   |                                                                   |                                          |                                          |                                                       |                                                       |                                                       |                                                       |                                                             |                                                       |                                                      |                                                      |                                                      |                                                      |                                         |                                         |                                                  |                                                  |                                                  |                                                  |                                                  |                                                  |  |  |                                             |                                    |                                    |                                    |                                    |                                    |  |  |                             |                             |                             |                             |                             |                             |  |  |
|                                                     |                                                     |                                                     |                                                     |                                                     |                                                     |  |  |                                                 |                                                 |                                                 |                                                 |                                                 |                                                 |                                     |                                     |                                                     |                                                     |                                                     |                                                     |                                                     |                                                     |                                             |                                             |                                                               |                                                               |                                                               |                                                               |                                                               |                                                               |                                     |                                     |                                           |                                           |                                           |                                           |                                           |                                           |                                       |                                       |                                                  |                                                  |                                                  |                                                  |                                                                   |                                                                   |                                                                   |                                                                   |                                                                   |                                                                   |                                          |                                          |                                                       |                                                       |                                                       |                                                       |                                                             |                                                       |                                                      |                                                      |                                                      |                                                      |                                         |                                         |                                                  |                                                  |                                                  |                                                  |                                                  |                                                  |  |  |                                             |                                    |                                    |                                    |                                    |                                    |  |  |                             |                             |                             |                             |                             |                             |  |  |
| Jindřiška Schliková 1850–1896                       | Jindřiška Schliková 1850–1896                       | Jindřiška Schliková 1850–1896                       | Jindřiška Schliková 1850–1896                       | Jindřiška Schliková 1850–1896                       | Jindřiška Schliková 1850–1896                       |  |  | Alfréd August Marcellus Ségur-Cabanac 1844–1922 | Alfréd August Marcellus Ségur-Cabanac 1844–1922 | Alfréd August Marcellus Ségur-Cabanac 1844–1922 | Alfréd August Marcellus Ségur-Cabanac 1844–1922 | Alfréd August Marcellus Ségur-Cabanac 1844–1922 | Alfréd August Marcellus Ségur-Cabanac 1844–1922 |                                     |                                     | 3. Ervín František Schlik 1852–1906                 | 3. Ervín František Schlik 1852–1906                 | 3. Ervín František Schlik 1852–1906                 | 3. Ervín František Schlik 1852–1906                 | 3. Ervín František Schlik 1852–1906                 | 3. Ervín František Schlik 1852–1906                 |                                             |                                             | Marie Tereza z Hohenlohe-Waldenburg-Schillingfürstu 1860–1916 | Marie Tereza z Hohenlohe-Waldenburg-Schillingfürstu 1860–1916 | Marie Tereza z Hohenlohe-Waldenburg-Schillingfürstu 1860–1916 | Marie Tereza z Hohenlohe-Waldenburg-Schillingfürstu 1860–1916 | Marie Tereza z Hohenlohe-Waldenburg-Schillingfürstu 1860–1916 | Marie Tereza z Hohenlohe-Waldenburg-Schillingfürstu 1860–1916 |                                     |                                     | 4. František Schlik 1854–1925             | 4. František Schlik 1854–1925             | 4. František Schlik 1854–1925             | 4. František Schlik 1854–1925             | 4. František Schlik 1854–1925             | 4. František Schlik 1854–1925             |                                       |                                       | 5. Bertha Roxer 1854–1925                        | 5. Bertha Roxer 1854–1925                        | 5. Bertha Roxer 1854–1925                        | 5. Bertha Roxer 1854–1925                        | 5. Bertha Roxer 1854–1925                                         | 5. Bertha Roxer 1854–1925                                         |                                                                   |                                                                   | Almerie Marie Thekla Schliková 1856–1942                          | Almerie Marie Thekla Schliková 1856–1942                          | Almerie Marie Thekla Schliková 1856–1942 | Almerie Marie Thekla Schliková 1856–1942 | Almerie Marie Thekla Schliková 1856–1942              | Almerie Marie Thekla Schliková 1856–1942              |                                                       |                                                       | Maximilian ze Sprinzensteinu 1847–1909                      | Maximilian ze Sprinzensteinu 1847–1909                | Maximilian ze Sprinzensteinu 1847–1909               | Maximilian ze Sprinzensteinu 1847–1909               | Maximilian ze Sprinzensteinu 1847–1909               | Maximilian ze Sprinzensteinu 1847–1909               |                                         |                                         |                                                  |                                                  |                                                  |                                                  |                                                  |                                                  |  |  |                                             |                                    |                                    |                                    |                                    |                                    |  |  |                             |                             |                             |                             |                             |                             |  |  |
| Jindřiška Schliková 1850–1896                       | Jindřiška Schliková 1850–1896                       | Jindřiška Schliková 1850–1896                       | Jindřiška Schliková 1850–1896                       | Jindřiška Schliková 1850–1896                       | Jindřiška Schliková 1850–1896                       |  |  | Alfréd August Marcellus Ségur-Cabanac 1844–1922 | Alfréd August Marcellus Ségur-Cabanac 1844–1922 | Alfréd August Marcellus Ségur-Cabanac 1844–1922 | Alfréd August Marcellus Ségur-Cabanac 1844–1922 | Alfréd August Marcellus Ségur-Cabanac 1844–1922 | Alfréd August Marcellus Ségur-Cabanac 1844–1922 |                                     |                                     | 3. Ervín František Schlik 1852–1906                 | 3. Ervín František Schlik 1852–1906                 | 3. Ervín František Schlik 1852–1906                 | 3. Ervín František Schlik 1852–1906                 | 3. Ervín František Schlik 1852–1906                 | 3. Ervín František Schlik 1852–1906                 |                                             |                                             | Marie Tereza z Hohenlohe-Waldenburg-Schillingfürstu 1860–1916 | Marie Tereza z Hohenlohe-Waldenburg-Schillingfürstu 1860–1916 | Marie Tereza z Hohenlohe-Waldenburg-Schillingfürstu 1860–1916 | Marie Tereza z Hohenlohe-Waldenburg-Schillingfürstu 1860–1916 | Marie Tereza z Hohenlohe-Waldenburg-Schillingfürstu 1860–1916 | Marie Tereza z Hohenlohe-Waldenburg-Schillingfürstu 1860–1916 |                                     |                                     | 4. František Schlik 1854–1925             | 4. František Schlik 1854–1925             | 4. František Schlik 1854–1925             | 4. František Schlik 1854–1925             | 4. František Schlik 1854–1925             | 4. František Schlik 1854–1925             |                                       |                                       | 5. Bertha Roxer 1854–1925                        | 5. Bertha Roxer 1854–1925                        | 5. Bertha Roxer 1854–1925                        | 5. Bertha Roxer 1854–1925                        | 5. Bertha Roxer 1854–1925                                         | 5. Bertha Roxer 1854–1925                                         |                                                                   |                                                                   | Almerie Marie Thekla Schliková 1856–1942                          | Almerie Marie Thekla Schliková 1856–1942                          | Almerie Marie Thekla Schliková 1856–1942 | Almerie Marie Thekla Schliková 1856–1942 | Almerie Marie Thekla Schliková 1856–1942              | Almerie Marie Thekla Schliková 1856–1942              |                                                       |                                                       | Maximilian ze Sprinzensteinu 1847–1909                      | Maximilian ze Sprinzensteinu 1847–1909                | Maximilian ze Sprinzensteinu 1847–1909               | Maximilian ze Sprinzensteinu 1847–1909               | Maximilian ze Sprinzensteinu 1847–1909               | Maximilian ze Sprinzensteinu 1847–1909               |                                         |                                         |                                                  |                                                  |                                                  |                                                  |                                                  |                                                  |  |  |                                             |                                    |                                    |                                    |                                    |                                    |  |  |                             |                             |                             |                             |                             |                             |  |  |
|                                                     |                                                     |                                                     |                                                     |                                                     |                                                     |  |  |                                                 |                                                 |                                                 |                                                 |                                                 |                                                 |                                     |                                     |                                                     |                                                     |                                                     |                                                     |                                                     |                                                     |                                             |                                             |                                                               |                                                               |                                                               |                                                               |                                                               |                                                               |                                     |                                     |                                           |                                           |                                           |                                           |                                           |                                           |                                       |                                       |                                                  |                                                  |                                                  |                                                  |                                                                   |                                                                   |                                                                   |                                                                   |                                                                   |                                                                   |                                          |                                          |                                                       |                                                       |                                                       |                                                       |                                                             |                                                       |                                                      |                                                      |                                                      |                                                      |                                         |                                         |                                                  |                                                  |                                                  |                                                  |                                                  |                                                  |  |  |                                             |                                    |                                    |                                    |                                    |                                    |  |  |                             |                             |                             |                             |                             |                             |  |  |
|                                                     |                                                     |                                                     |                                                     |                                                     |                                                     |  |  |                                                 |                                                 |                                                 |                                                 |                                                 |                                                 |                                     |                                     |                                                     |                                                     |                                                     |                                                     |                                                     |                                                     |                                             |                                             |                                                               |                                                               |                                                               |                                                               |                                                               |                                                               |                                     |                                     |                                           |                                           |                                           |                                           |                                           |                                           |                                       |                                       |                                                  |                                                  |                                                  |                                                  |                                                                   |                                                                   |                                                                   |                                                                   |                                                                   |                                                                   |                                          |                                          |                                                       |                                                       |                                                       |                                                       |                                                             |                                                       |                                                      |                                                      |                                                      |                                                      |                                         |                                         |                                                  |                                                  |                                                  |                                                  |                                                  |                                                  |  |  |                                             |                                    |                                    |                                    |                                    |                                    |  |  |                             |                             |                             |                             |                             |                             |  |  |
| Jindřich Schlik 1875–1957                           | Jindřich Schlik 1875–1957                           | Jindřich Schlik 1875–1957                           | Jindřich Schlik 1875–1957                           | Jindřich Schlik 1875–1957                           | Jindřich Schlik 1875–1957                           |  |  | Margareta Julia z Thun-Castelfondo 1885–1968    | Margareta Julia z Thun-Castelfondo 1885–1968    | Margareta Julia z Thun-Castelfondo 1885–1968    | Margareta Julia z Thun-Castelfondo 1885–1968    | Margareta Julia z Thun-Castelfondo 1885–1968    | Margareta Julia z Thun-Castelfondo 1885–1968    |                                     |                                     |                                                     |                                                     |                                                     |                                                     | 3. Margareta Schliková 1878–1934                    | 3. Margareta Schliková 1878–1934                    | 3. Margareta Schliková 1878–1934            | 3. Margareta Schliková 1878–1934            | 3. Margareta Schliková 1878–1934                              | 3. Margareta Schliková 1878–1934                              |                                                               |                                                               | Emerich von Schreiner 1867–1937                               | Emerich von Schreiner 1867–1937                               | Emerich von Schreiner 1867–1937     | Emerich von Schreiner 1867–1937     | Emerich von Schreiner 1867–1937           | Emerich von Schreiner 1867–1937           |                                           |                                           |                                           |                                           |                                       |                                       | I. Marie Viktorie Hoffmann 1891–1929             | I. Marie Viktorie Hoffmann 1891–1929             | I. Marie Viktorie Hoffmann 1891–1929             | I. Marie Viktorie Hoffmann 1891–1929             | I. Marie Viktorie Hoffmann 1891–1929                              | I. Marie Viktorie Hoffmann 1891–1929                              |                                                                   |                                                                   | 6. Franz Valentin Schlik 1854–1925                                | 6. Franz Valentin Schlik 1854–1925                                | 6. Franz Valentin Schlik 1854–1925       | 6. Franz Valentin Schlik 1854–1925       | 6. Franz Valentin Schlik 1854–1925                    | 6. Franz Valentin Schlik 1854–1925                    |                                                       |                                                       | II. Paula z Lambergu 1887–1927                              | II. Paula z Lambergu 1887–1927                        | II. Paula z Lambergu 1887–1927                       | II. Paula z Lambergu 1887–1927                       | II. Paula z Lambergu 1887–1927                       | II. Paula z Lambergu 1887–1927                       |                                         |                                         |                                                  |                                                  |                                                  |                                                  |                                                  |                                                  |  |  |                                             |                                    |                                    |                                    |                                    |                                    |  |  |                             |                             |                             |                             |                             |                             |  |  |
| Jindřich Schlik 1875–1957                           | Jindřich Schlik 1875–1957                           | Jindřich Schlik 1875–1957                           | Jindřich Schlik 1875–1957                           | Jindřich Schlik 1875–1957                           | Jindřich Schlik 1875–1957                           |  |  | Margareta Julia z Thun-Castelfondo 1885–1968    | Margareta Julia z Thun-Castelfondo 1885–1968    | Margareta Julia z Thun-Castelfondo 1885–1968    | Margareta Julia z Thun-Castelfondo 1885–1968    | Margareta Julia z Thun-Castelfondo 1885–1968    | Margareta Julia z Thun-Castelfondo 1885–1968    |                                     |                                     |                                                     |                                                     |                                                     |                                                     | 3. Margareta Schliková 1878–1934                    | 3. Margareta Schliková 1878–1934                    | 3. Margareta Schliková 1878–1934            | 3. Margareta Schliková 1878–1934            | 3. Margareta Schliková 1878–1934                              | 3. Margareta Schliková 1878–1934                              |                                                               |                                                               | Emerich von Schreiner 1867–1937                               | Emerich von Schreiner 1867–1937                               | Emerich von Schreiner 1867–1937     | Emerich von Schreiner 1867–1937     | Emerich von Schreiner 1867–1937           | Emerich von Schreiner 1867–1937           |                                           |                                           |                                           |                                           |                                       |                                       | I. Marie Viktorie Hoffmann 1891–1929             | I. Marie Viktorie Hoffmann 1891–1929             | I. Marie Viktorie Hoffmann 1891–1929             | I. Marie Viktorie Hoffmann 1891–1929             | I. Marie Viktorie Hoffmann 1891–1929                              | I. Marie Viktorie Hoffmann 1891–1929                              |                                                                   |                                                                   | 6. Franz Valentin Schlik 1854–1925                                | 6. Franz Valentin Schlik 1854–1925                                | 6. Franz Valentin Schlik 1854–1925       | 6. Franz Valentin Schlik 1854–1925       | 6. Franz Valentin Schlik 1854–1925                    | 6. Franz Valentin Schlik 1854–1925                    |                                                       |                                                       | II. Paula z Lambergu 1887–1927                              | II. Paula z Lambergu 1887–1927                        | II. Paula z Lambergu 1887–1927                       | II. Paula z Lambergu 1887–1927                       | II. Paula z Lambergu 1887–1927                       | II. Paula z Lambergu 1887–1927                       |                                         |                                         |                                                  |                                                  |                                                  |                                                  |                                                  |                                                  |  |  |                                             |                                    |                                    |                                    |                                    |                                    |  |  |                             |                             |                             |                             |                             |                             |  |  |
|                                                     |                                                     |                                                     |                                                     |                                                     |                                                     |  |  |                                                 |                                                 |                                                 |                                                 |                                                 |                                                 |                                     |                                     |                                                     |                                                     |                                                     |                                                     |                                                     |                                                     |                                             |                                             |                                                               |                                                               |                                                               |                                                               |                                                               |                                                               |                                     |                                     |                                           |                                           |                                           |                                           |                                           |                                           |                                       |                                       |                                                  |                                                  |                                                  |                                                  |                                                                   |                                                                   |                                                                   |                                                                   |                                                                   |                                                                   |                                          |                                          |                                                       |                                                       |                                                       |                                                       |                                                             |                                                       |                                                      |                                                      |                                                      |                                                      |                                         |                                         |                                                  |                                                  |                                                  |                                                  |                                                  |                                                  |  |  |                                             |                                    |                                    |                                    |                                    |                                    |  |  |                             |                             |                             |                             |                             |                             |  |  |
|                                                     |                                                     |                                                     |                                                     |                                                     |                                                     |  |  |                                                 |                                                 |                                                 |                                                 |                                                 |                                                 |                                     |                                     |                                                     |                                                     |                                                     |                                                     |                                                     |                                                     |                                             |                                             |                                                               |                                                               |                                                               |                                                               |                                                               |                                                               |                                     |                                     |                                           |                                           |                                           |                                           |                                           |                                           |                                       |                                       |                                                  |                                                  |                                                  |                                                  |                                                                   |                                                                   |                                                                   |                                                                   |                                                                   |                                                                   |                                          |                                          |                                                       |                                                       |                                                       |                                                       |                                                             |                                                       |                                                      |                                                      |                                                      |                                                      |                                         |                                         |                                                  |                                                  |                                                  |                                                  |                                                  |                                                  |  |  |                                             |                                    |                                    |                                    |                                    |                                    |  |  |                             |                             |                             |                             |                             |                             |  |  |
|                                                     |                                                     |                                                     |                                                     |                                                     |                                                     |  |  |                                                 |                                                 |                                                 |                                                 |                                                 |                                                 |                                     |                                     |                                                     |                                                     |                                                     |                                                     |                                                     |                                                     |                                             |                                             |                                                               |                                                               |                                                               |                                                               |                                                               |                                                               |                                     |                                     |                                           |                                           |                                           |                                           |                                           |                                           |                                       |                                       |                                                  |                                                  |                                                  |                                                  |                                                                   |                                                                   |                                                                   |                                                                   |                                                                   |                                                                   |                                          |                                          |                                                       |                                                       |                                                       |                                                       | III. Margaretae Therese Franziska Katharina Reska 1885–1967 |                                                       |                                                      |                                                      |                                                      |                                                      |                                         |                                         |                                                  |                                                  |                                                  |                                                  |                                                  |                                                  |  |  |                                             |                                    |                                    |                                    |                                    |                                    |  |  |                             |                             |                             |                             |                             |                             |  |  |
|                                                     |                                                     |                                                     |                                                     |                                                     |                                                     |  |  |                                                 |                                                 |                                                 |                                                 |                                                 |                                                 |                                     |                                     |                                                     |                                                     |                                                     |                                                     |                                                     |                                                     |                                             |                                             |                                                               |                                                               |                                                               |                                                               |                                                               |                                                               |                                     |                                     |                                           |                                           |                                           |                                           |                                           |                                           |                                       |                                       |                                                  |                                                  |                                                  |                                                  |                                                                   |                                                                   |                                                                   |                                                                   |                                                                   |                                                                   |                                          |                                          |                                                       |                                                       |                                                       |                                                       |                                                             |                                                       |                                                      |                                                      |                                                      |                                                      |                                         |                                         |                                                  |                                                  |                                                  |                                                  |                                                  |                                                  |  |  |                                             |                                    |                                    |                                    |                                    |                                    |  |  |                             |                             |                             |                             |                             |                             |  |  |
|                                                     |                                                     |                                                     |                                                     |                                                     |                                                     |  |  |                                                 |                                                 |                                                 |                                                 |                                                 |                                                 |                                     |                                     |                                                     |                                                     |                                                     |                                                     |                                                     |                                                     |                                             |                                             |                                                               |                                                               |                                                               |                                                               |                                                               |                                                               |                                     |                                     |                                           |                                           |                                           |                                           |                                           |                                           |                                       |                                       |                                                  |                                                  |                                                  |                                                  |                                                                   |                                                                   |                                                                   |                                                                   |                                                                   |                                                                   |                                          |                                          |                                                       |                                                       |                                                       |                                                       |                                                             |                                                       |                                                      |                                                      |                                                      |                                                      |                                         |                                         |                                                  |                                                  |                                                  |                                                  |                                                  |                                                  |  |  |                                             |                                    |                                    |                                    |                                    |                                    |  |  |                             |                             |                             |                             |                             |                             |  |  |
|                                                     |                                                     |                                                     |                                                     |                                                     |                                                     |  |  |                                                 |                                                 |                                                 |                                                 |                                                 |                                                 |                                     |                                     |                                                     |                                                     |                                                     |                                                     |                                                     |                                                     |                                             |                                             |                                                               |                                                               |                                                               |                                                               |                                                               |                                                               |                                     |                                     |                                           |                                           |                                           |                                           |                                           |                                           |                                       |                                       |                                                  |                                                  |                                                  |                                                  |                                                                   |                                                                   |                                                                   |                                                                   |                                                                   |                                                                   |                                          |                                          |                                                       |                                                       |                                                       |                                                       |                                                             |                                                       |                                                      |                                                      |                                                      |                                                      |                                         |                                         |                                                  |                                                  |                                                  |                                                  |                                                  |                                                  |  |  |                                             |                                    |                                    |                                    |                                    |                                    |  |  |                             |                             |                             |                             |                             |                             |  |  |
| 9. Jindřich František Schlik 1916–2004              | 9. Jindřich František Schlik 1916–2004              | 9. Jindřich František Schlik 1916–2004              | 9. Jindřich František Schlik 1916–2004              | 9. Jindřich František Schlik 1916–2004              | 9. Jindřich František Schlik 1916–2004              |  |  |                                                 |                                                 |                                                 |                                                 | František Jindřich Schlik 1914–2005             | František Jindřich Schlik 1914–2005             | František Jindřich Schlik 1914–2005 | František Jindřich Schlik 1914–2005 | František Jindřich Schlik 1914–2005                 | František Jindřich Schlik 1914–2005                 |                                                     |                                                     | Kunigunde von Busseul 1921–2008                     | Kunigunde von Busseul 1921–2008                     | Kunigunde von Busseul 1921–2008             | Kunigunde von Busseul 1921–2008             | Kunigunde von Busseul 1921–2008                               | Kunigunde von Busseul 1921–2008                               |                                                               |                                                               |                                                               |                                                               |                                     |                                     | Marie Margareta Schliková 1921–2013       | Marie Margareta Schliková 1921–2013       | Marie Margareta Schliková 1921–2013       | Marie Margareta Schliková 1921–2013       | Marie Margareta Schliková 1921–2013       | Marie Margareta Schliková 1921–2013       |                                       |                                       | Josef Bucek 1930–2012                            | Josef Bucek 1930–2012                            | Josef Bucek 1930–2012                            | Josef Bucek 1930–2012                            | Josef Bucek 1930–2012                                             | Josef Bucek 1930–2012                                             |                                                                   |                                                                   |                                                                   |                                                                   |                                          |                                          | 7. Zikmund Arnošt Schlik 1916–1988                    | 7. Zikmund Arnošt Schlik 1916–1988                    | 7. Zikmund Arnošt Schlik 1916–1988                    | 7. Zikmund Arnošt Schlik 1916–1988                    | 7. Zikmund Arnošt Schlik 1916–1988                          | 7. Zikmund Arnošt Schlik 1916–1988                    |                                                      |                                                      | 8. Věra Irena Voborníková 1927–1999                  | 8. Věra Irena Voborníková 1927–1999                  | 8. Věra Irena Voborníková 1927–1999     | 8. Věra Irena Voborníková 1927–1999     | 8. Věra Irena Voborníková 1927–1999              | 8. Věra Irena Voborníková 1927–1999              |                                                  |                                                  |                                                  |                                                  |  |  | Ondřej Osvald Schlik 1917–1942              | Ondřej Osvald Schlik 1917–1942     | Ondřej Osvald Schlik 1917–1942     | Ondřej Osvald Schlik 1917–1942     | Ondřej Osvald Schlik 1917–1942     | Ondřej Osvald Schlik 1917–1942     |  |  |                             |                             |                             |                             |                             |                             |  |  |
| 9. Jindřich František Schlik 1916–2004              | 9. Jindřich František Schlik 1916–2004              | 9. Jindřich František Schlik 1916–2004              | 9. Jindřich František Schlik 1916–2004              | 9. Jindřich František Schlik 1916–2004              | 9. Jindřich František Schlik 1916–2004              |  |  |                                                 |                                                 |                                                 |                                                 | František Jindřich Schlik 1914–2005             | František Jindřich Schlik 1914–2005             | František Jindřich Schlik 1914–2005 | František Jindřich Schlik 1914–2005 | František Jindřich Schlik 1914–2005                 | František Jindřich Schlik 1914–2005                 |                                                     |                                                     | Kunigunde von Busseul 1921–2008                     | Kunigunde von Busseul 1921–2008                     | Kunigunde von Busseul 1921–2008             | Kunigunde von Busseul 1921–2008             | Kunigunde von Busseul 1921–2008                               | Kunigunde von Busseul 1921–2008                               |                                                               |                                                               |                                                               |                                                               |                                     |                                     | Marie Margareta Schliková 1921–2013       | Marie Margareta Schliková 1921–2013       | Marie Margareta Schliková 1921–2013       | Marie Margareta Schliková 1921–2013       | Marie Margareta Schliková 1921–2013       | Marie Margareta Schliková 1921–2013       |                                       |                                       | Josef Bucek 1930–2012                            | Josef Bucek 1930–2012                            | Josef Bucek 1930–2012                            | Josef Bucek 1930–2012                            | Josef Bucek 1930–2012                                             | Josef Bucek 1930–2012                                             |                                                                   |                                                                   |                                                                   |                                                                   |                                          |                                          | 7. Zikmund Arnošt Schlik 1916–1988                    | 7. Zikmund Arnošt Schlik 1916–1988                    | 7. Zikmund Arnošt Schlik 1916–1988                    | 7. Zikmund Arnošt Schlik 1916–1988                    | 7. Zikmund Arnošt Schlik 1916–1988                          | 7. Zikmund Arnošt Schlik 1916–1988                    |                                                      |                                                      | 8. Věra Irena Voborníková 1927–1999                  | 8. Věra Irena Voborníková 1927–1999                  | 8. Věra Irena Voborníková 1927–1999     | 8. Věra Irena Voborníková 1927–1999     | 8. Věra Irena Voborníková 1927–1999              | 8. Věra Irena Voborníková 1927–1999              |                                                  |                                                  |                                                  |                                                  |  |  | Ondřej Osvald Schlik 1917–1942              | Ondřej Osvald Schlik 1917–1942     | Ondřej Osvald Schlik 1917–1942     | Ondřej Osvald Schlik 1917–1942     | Ondřej Osvald Schlik 1917–1942     | Ondřej Osvald Schlik 1917–1942     |  |  |                             |                             |                             |                             |                             |                             |  |  |
|                                                     |                                                     |                                                     |                                                     |                                                     |                                                     |  |  |                                                 |                                                 |                                                 |                                                 |                                                 |                                                 |                                     |                                     |                                                     |                                                     |                                                     |                                                     |                                                     |                                                     |                                             |                                             |                                                               |                                                               |                                                               |                                                               |                                                               |                                                               |                                     |                                     |                                           |                                           |                                           |                                           |                                           |                                           |                                       |                                       |                                                  |                                                  |                                                  |                                                  |                                                                   |                                                                   |                                                                   |                                                                   |                                                                   |                                                                   |                                          |                                          |                                                       |                                                       |                                                       |                                                       |                                                             |                                                       |                                                      |                                                      |                                                      |                                                      |                                         |                                         |                                                  |                                                  |                                                  |                                                  |                                                  |                                                  |  |  |                                             |                                    |                                    |                                    |                                    |                                    |  |  |                             |                             |                             |                             |                             |                             |  |  |
|                                                     |                                                     |                                                     |                                                     |                                                     |                                                     |  |  |                                                 |                                                 |                                                 |                                                 |                                                 |                                                 |                                     |                                     |                                                     |                                                     |                                                     |                                                     |                                                     |                                                     |                                             |                                             |                                                               |                                                               |                                                               |                                                               |                                                               |                                                               |                                     |                                     |                                           |                                           |                                           |                                           |                                           |                                           |                                       |                                       |                                                  |                                                  |                                                  |                                                  |                                                                   |                                                                   |                                                                   |                                                                   |                                                                   |                                                                   |                                          |                                          |                                                       |                                                       |                                                       |                                                       |                                                             |                                                       |                                                      |                                                      |                                                      |                                                      |                                         |                                         |                                                  |                                                  |                                                  |                                                  |                                                  |                                                  |  |  |                                             |                                    |                                    |                                    |                                    |                                    |  |  |                             |                             |                             |                             |                             |                             |  |  |
| Jindřich František Raoul Schlik * 1946              | Jindřich František Raoul Schlik * 1946              | Jindřich František Raoul Schlik * 1946              | Jindřich František Raoul Schlik * 1946              | Jindřich František Raoul Schlik * 1946              | Jindřich František Raoul Schlik * 1946              |  |  | Zdenka Jílková * 1948                           | Zdenka Jílková * 1948                           | Zdenka Jílková * 1948                           | Zdenka Jílková * 1948                           | Zdenka Jílková * 1948                           | Zdenka Jílková * 1948                           |                                     |                                     | Terezie Margareta Schliková * 1949                  | Terezie Margareta Schliková * 1949                  | Terezie Margareta Schliková * 1949                  | Terezie Margareta Schliková * 1949                  | Terezie Margareta Schliková * 1949                  | Terezie Margareta Schliková * 1949                  |                                             |                                             | Georg Wilhelm von Brandt 1940–?                               | Georg Wilhelm von Brandt 1940–?                               | Georg Wilhelm von Brandt 1940–?                               | Georg Wilhelm von Brandt 1940–?                               | Georg Wilhelm von Brandt 1940–?                               | Georg Wilhelm von Brandt 1940–?                               |                                     |                                     | František Jindřich Raoul Schlik * 1952    | František Jindřich Raoul Schlik * 1952    | František Jindřich Raoul Schlik * 1952    | František Jindřich Raoul Schlik * 1952    | František Jindřich Raoul Schlik * 1952    | František Jindřich Raoul Schlik * 1952    |                                       |                                       | Anna Divina Beatrice Mastellari * 1947           | Anna Divina Beatrice Mastellari * 1947           | Anna Divina Beatrice Mastellari * 1947           | Anna Divina Beatrice Mastellari * 1947           | Anna Divina Beatrice Mastellari * 1947                            | Anna Divina Beatrice Mastellari * 1947                            |                                                                   |                                                                   | I. Václav Feštr * 1947                                            | I. Václav Feštr * 1947                                            | I. Václav Feštr * 1947                   | I. Václav Feštr * 1947                   | I. Václav Feštr * 1947                                | I. Václav Feštr * 1947                                |                                                       |                                                       | Margareta Marie Schliková * 1950                            | Margareta Marie Schliková * 1950                      | Margareta Marie Schliková * 1950                     | Margareta Marie Schliková * 1950                     | Margareta Marie Schliková * 1950                     | Margareta Marie Schliková * 1950                     |                                         |                                         | II. Jiří Pospíchal * 1949                        | II. Jiří Pospíchal * 1949                        | II. Jiří Pospíchal * 1949                        | II. Jiří Pospíchal * 1949                        | II. Jiří Pospíchal * 1949                        | II. Jiří Pospíchal * 1949                        |  |  | Ilona Marie Schliková * 1954                | Ilona Marie Schliková * 1954       | Ilona Marie Schliková * 1954       | Ilona Marie Schliková * 1954       | Ilona Marie Schliková * 1954       | Ilona Marie Schliková * 1954       |  |  | I. Otakar Jirutka * 1946    | I. Otakar Jirutka * 1946    | I. Otakar Jirutka * 1946    | I. Otakar Jirutka * 1946    | I. Otakar Jirutka * 1946    | I. Otakar Jirutka * 1946    |  |  |
| Jindřich František Raoul Schlik * 1946              | Jindřich František Raoul Schlik * 1946              | Jindřich František Raoul Schlik * 1946              | Jindřich František Raoul Schlik * 1946              | Jindřich František Raoul Schlik * 1946              | Jindřich František Raoul Schlik * 1946              |  |  | Zdenka Jílková * 1948                           | Zdenka Jílková * 1948                           | Zdenka Jílková * 1948                           | Zdenka Jílková * 1948                           | Zdenka Jílková * 1948                           | Zdenka Jílková * 1948                           |                                     |                                     | Terezie Margareta Schliková * 1949                  | Terezie Margareta Schliková * 1949                  | Terezie Margareta Schliková * 1949                  | Terezie Margareta Schliková * 1949                  | Terezie Margareta Schliková * 1949                  | Terezie Margareta Schliková * 1949                  |                                             |                                             | Georg Wilhelm von Brandt 1940–?                               | Georg Wilhelm von Brandt 1940–?                               | Georg Wilhelm von Brandt 1940–?                               | Georg Wilhelm von Brandt 1940–?                               | Georg Wilhelm von Brandt 1940–?                               | Georg Wilhelm von Brandt 1940–?                               |                                     |                                     | František Jindřich Raoul Schlik * 1952    | František Jindřich Raoul Schlik * 1952    | František Jindřich Raoul Schlik * 1952    | František Jindřich Raoul Schlik * 1952    | František Jindřich Raoul Schlik * 1952    | František Jindřich Raoul Schlik * 1952    |                                       |                                       | Anna Divina Beatrice Mastellari * 1947           | Anna Divina Beatrice Mastellari * 1947           | Anna Divina Beatrice Mastellari * 1947           | Anna Divina Beatrice Mastellari * 1947           | Anna Divina Beatrice Mastellari * 1947                            | Anna Divina Beatrice Mastellari * 1947                            |                                                                   |                                                                   | I. Václav Feštr * 1947                                            | I. Václav Feštr * 1947                                            | I. Václav Feštr * 1947                   | I. Václav Feštr * 1947                   | I. Václav Feštr * 1947                                | I. Václav Feštr * 1947                                |                                                       |                                                       | Margareta Marie Schliková * 1950                            | Margareta Marie Schliková * 1950                      | Margareta Marie Schliková * 1950                     | Margareta Marie Schliková * 1950                     | Margareta Marie Schliková * 1950                     | Margareta Marie Schliková * 1950                     |                                         |                                         | II. Jiří Pospíchal * 1949                        | II. Jiří Pospíchal * 1949                        | II. Jiří Pospíchal * 1949                        | II. Jiří Pospíchal * 1949                        | II. Jiří Pospíchal * 1949                        | II. Jiří Pospíchal * 1949                        |  |  | Ilona Marie Schliková * 1954                | Ilona Marie Schliková * 1954       | Ilona Marie Schliková * 1954       | Ilona Marie Schliková * 1954       | Ilona Marie Schliková * 1954       | Ilona Marie Schliková * 1954       |  |  | I. Otakar Jirutka * 1946    | I. Otakar Jirutka * 1946    | I. Otakar Jirutka * 1946    | I. Otakar Jirutka * 1946    | I. Otakar Jirutka * 1946    | I. Otakar Jirutka * 1946    |  |  |
|                                                     |                                                     |                                                     |                                                     |                                                     |                                                     |  |  |                                                 |                                                 |                                                 |                                                 |                                                 |                                                 |                                     |                                     |                                                     |                                                     |                                                     |                                                     |                                                     |                                                     |                                             |                                             |                                                               |                                                               |                                                               |                                                               |                                                               |                                                               |                                     |                                     |                                           |                                           |                                           |                                           |                                           |                                           |                                       |                                       |                                                  |                                                  |                                                  |                                                  |                                                                   |                                                                   |                                                                   |                                                                   |                                                                   |                                                                   |                                          |                                          |                                                       |                                                       |                                                       |                                                       |                                                             |                                                       |                                                      |                                                      |                                                      |                                                      |                                         |                                         |                                                  |                                                  |                                                  |                                                  |                                                  |                                                  |  |  |                                             |                                    |                                    |                                    |                                    |                                    |  |  |                             |                             |                             |                             |                             |                             |  |  |
|                                                     |                                                     |                                                     |                                                     |                                                     |                                                     |  |  |                                                 |                                                 |                                                 |                                                 |                                                 |                                                 |                                     |                                     |                                                     |                                                     |                                                     |                                                     |                                                     |                                                     |                                             |                                             |                                                               |                                                               |                                                               |                                                               |                                                               |                                                               |                                     |                                     |                                           |                                           |                                           |                                           |                                           |                                           |                                       |                                       |                                                  |                                                  |                                                  |                                                  |                                                                   |                                                                   |                                                                   |                                                                   |                                                                   |                                                                   |                                          |                                          |                                                       |                                                       |                                                       |                                                       |                                                             |                                                       |                                                      |                                                      |                                                      |                                                      |                                         |                                         |                                                  |                                                  |                                                  |                                                  |                                                  |                                                  |  |  |                                             |                                    |                                    |                                    |                                    |                                    |  |  |                             |                             |                             |                             |                             |                             |  |  |
|                                                     |                                                     |                                                     |                                                     |                                                     |                                                     |  |  |                                                 |                                                 |                                                 |                                                 |                                                 |                                                 |                                     |                                     |                                                     |                                                     |                                                     |                                                     |                                                     |                                                     |                                             |                                             |                                                               |                                                               |                                                               |                                                               |                                                               |                                                               |                                     |                                     |                                           |                                           |                                           |                                           |                                           |                                           |                                       |                                       |                                                  |                                                  |                                                  |                                                  |                                                                   |                                                                   |                                                                   |                                                                   |                                                                   |                                                                   |                                          |                                          |                                                       |                                                       |                                                       |                                                       |                                                             |                                                       |                                                      |                                                      |                                                      |                                                      |                                         |                                         |                                                  |                                                  |                                                  |                                                  |                                                  |                                                  |  |  | II. Vilém Hrnčíř * 1949                     | II. Vilém Hrnčíř * 1949            | II. Vilém Hrnčíř * 1949            | II. Vilém Hrnčíř * 1949            | II. Vilém Hrnčíř * 1949            | II. Vilém Hrnčíř * 1949            |  |  | III. Jiří Smolík * 1949     | III. Jiří Smolík * 1949     | III. Jiří Smolík * 1949     | III. Jiří Smolík * 1949     | III. Jiří Smolík * 1949     | III. Jiří Smolík * 1949     |  |  |
|                                                     |                                                     |                                                     |                                                     |                                                     |                                                     |  |  |                                                 |                                                 |                                                 |                                                 |                                                 |                                                 |                                     |                                     |                                                     |                                                     |                                                     |                                                     |                                                     |                                                     |                                             |                                             |                                                               |                                                               |                                                               |                                                               |                                                               |                                                               |                                     |                                     |                                           |                                           |                                           |                                           |                                           |                                           |                                       |                                       |                                                  |                                                  |                                                  |                                                  |                                                                   |                                                                   |                                                                   |                                                                   |                                                                   |                                                                   |                                          |                                          |                                                       |                                                       |                                                       |                                                       |                                                             |                                                       |                                                      |                                                      |                                                      |                                                      |                                         |                                         |                                                  |                                                  |                                                  |                                                  |                                                  |                                                  |  |  | II. Vilém Hrnčíř * 1949                     | II. Vilém Hrnčíř * 1949            | II. Vilém Hrnčíř * 1949            | II. Vilém Hrnčíř * 1949            | II. Vilém Hrnčíř * 1949            | II. Vilém Hrnčíř * 1949            |  |  | III. Jiří Smolík * 1949     | III. Jiří Smolík * 1949     | III. Jiří Smolík * 1949     | III. Jiří Smolík * 1949     | III. Jiří Smolík * 1949     | III. Jiří Smolík * 1949     |  |  |
|                                                     |                                                     |                                                     |                                                     |                                                     |                                                     |  |  |                                                 |                                                 |                                                 |                                                 |                                                 |                                                 |                                     |                                     |                                                     |                                                     |                                                     |                                                     |                                                     |                                                     |                                             |                                             |                                                               |                                                               |                                                               |                                                               |                                                               |                                                               |                                     |                                     |                                           |                                           |                                           |                                           |                                           |                                           |                                       |                                       |                                                  |                                                  |                                                  |                                                  |                                                                   |                                                                   |                                                                   |                                                                   |                                                                   |                                                                   |                                          |                                          |                                                       |                                                       |                                                       |                                                       |                                                             |                                                       |                                                      |                                                      |                                                      |                                                      |                                         |                                         |                                                  |                                                  |                                                  |                                                  |                                                  |                                                  |  |  |                                             |                                    |                                    |                                    |                                    |                                    |  |  |                             |                             |                             |                             |                             |                             |  |  |
|                                                     |                                                     |                                                     |                                                     |                                                     |                                                     |  |  |                                                 |                                                 |                                                 |                                                 |                                                 |                                                 |                                     |                                     |                                                     |                                                     |                                                     |                                                     |                                                     |                                                     |                                             |                                             |                                                               |                                                               |                                                               |                                                               |                                                               |                                                               |                                     |                                     |                                           |                                           |                                           |                                           |                                           |                                           |                                       |                                       |                                                  |                                                  |                                                  |                                                  |                                                                   |                                                                   |                                                                   |                                                                   |                                                                   |                                                                   |                                          |                                          |                                                       |                                                       |                                                       |                                                       |                                                             |                                                       |                                                      |                                                      |                                                      |                                                      |                                         |                                         |                                                  |                                                  |                                                  |                                                  |                                                  |                                                  |  |  |                                             |                                    |                                    |                                    |                                    |                                    |  |  |                             |                             |                             |                             |                             |                             |  |  |
| Andreas Schlik * 1977                               | Andreas Schlik * 1977                               | Andreas Schlik * 1977                               | Andreas Schlik * 1977                               | Andreas Schlik * 1977                               | Andreas Schlik * 1977                               |  |  | Annkathrin Juliane Luhmann * 1974               | Annkathrin Juliane Luhmann * 1974               | Annkathrin Juliane Luhmann * 1974               | Annkathrin Juliane Luhmann * 1974               | Annkathrin Juliane Luhmann * 1974               | Annkathrin Juliane Luhmann * 1974               |                                     |                                     |                                                     |                                                     |                                                     |                                                     | Veronika Schliková * 1978                           | Veronika Schliková * 1978                           | Veronika Schliková * 1978                   | Veronika Schliková * 1978                   | Veronika Schliková * 1978                                     | Veronika Schliková * 1978                                     |                                                               |                                                               | Tim Rudolph * 1978                                            | Tim Rudolph * 1978                                            | Tim Rudolph * 1978                  | Tim Rudolph * 1978                  | Tim Rudolph * 1978                        | Tim Rudolph * 1978                        |                                           |                                           |                                           |                                           |                                       |                                       |                                                  |                                                  |                                                  |                                                  |                                                                   |                                                                   |                                                                   |                                                                   |                                                                   |                                                                   |                                          |                                          |                                                       |                                                       |                                                       |                                                       |                                                             |                                                       |                                                      |                                                      |                                                      |                                                      |                                         |                                         |                                                  |                                                  |                                                  |                                                  |                                                  |                                                  |  |  |                                             |                                    |                                    |                                    |                                    |                                    |  |  |                             |                             |                             |                             |                             |                             |  |  |
| Andreas Schlik * 1977                               | Andreas Schlik * 1977                               | Andreas Schlik * 1977                               | Andreas Schlik * 1977                               | Andreas Schlik * 1977                               | Andreas Schlik * 1977                               |  |  | Annkathrin Juliane Luhmann * 1974               | Annkathrin Juliane Luhmann * 1974               | Annkathrin Juliane Luhmann * 1974               | Annkathrin Juliane Luhmann * 1974               | Annkathrin Juliane Luhmann * 1974               | Annkathrin Juliane Luhmann * 1974               |                                     |                                     |                                                     |                                                     |                                                     |                                                     | Veronika Schliková * 1978                           | Veronika Schliková * 1978                           | Veronika Schliková * 1978                   | Veronika Schliková * 1978                   | Veronika Schliková * 1978                                     | Veronika Schliková * 1978                                     |                                                               |                                                               | Tim Rudolph * 1978                                            | Tim Rudolph * 1978                                            | Tim Rudolph * 1978                  | Tim Rudolph * 1978                  | Tim Rudolph * 1978                        | Tim Rudolph * 1978                        |                                           |                                           |                                           |                                           |                                       |                                       |                                                  |                                                  |                                                  |                                                  |                                                                   |                                                                   |                                                                   |                                                                   |                                                                   |                                                                   |                                          |                                          |                                                       |                                                       |                                                       |                                                       |                                                             |                                                       |                                                      |                                                      |                                                      |                                                      |                                         |                                         |                                                  |                                                  |                                                  |                                                  |                                                  |                                                  |  |  |                                             |                                    |                                    |                                    |                                    |                                    |  |  |                             |                             |                             |                             |                             |                             |  |  |
|                                                     |                                                     |                                                     |                                                     |                                                     |                                                     |  |  |                                                 |                                                 |                                                 |                                                 |                                                 |                                                 |                                     |                                     |                                                     |                                                     |                                                     |                                                     |                                                     |                                                     |                                             |                                             |                                                               |                                                               |                                                               |                                                               |                                                               |                                                               |                                     |                                     |                                           |                                           |                                           |                                           |                                           |                                           |                                       |                                       |                                                  |                                                  |                                                  |                                                  |                                                                   |                                                                   |                                                                   |                                                                   |                                                                   |                                                                   |                                          |                                          |                                                       |                                                       |                                                       |                                                       |                                                             |                                                       |                                                      |                                                      |                                                      |                                                      |                                         |                                         |                                                  |                                                  |                                                  |                                                  |                                                  |                                                  |  |  |                                             |                                    |                                    |                                    |                                    |                                    |  |  |                             |                             |                             |                             |                             |                             |  |  |
|                                                     |                                                     |                                                     |                                                     |                                                     |                                                     |  |  |                                                 |                                                 |                                                 |                                                 |                                                 |                                                 |                                     |                                     |                                                     |                                                     |                                                     |                                                     |                                                     |                                                     |                                             |                                             |                                                               |                                                               |                                                               |                                                               |                                                               |                                                               |                                     |                                     |                                           |                                           |                                           |                                           |                                           |                                           |                                       |                                       |                                                  |                                                  |                                                  |                                                  |                                                                   |                                                                   |                                                                   |                                                                   |                                                                   |                                                                   |                                          |                                          |                                                       |                                                       |                                                       |                                                       |                                                             |                                                       |                                                      |                                                      |                                                      |                                                      |                                         |                                         |                                                  |                                                  |                                                  |                                                  |                                                  |                                                  |  |  |                                             |                                    |                                    |                                    |                                    |                                    |  |  |                             |                             |                             |                             |                             |                             |  |  |
| Caspar Schlik * 2005                                | Caspar Schlik * 2005                                | Caspar Schlik * 2005                                | Caspar Schlik * 2005                                | Caspar Schlik * 2005                                | Caspar Schlik * 2005                                |  |  | Nepomuk Schlik * 2007                           | Nepomuk Schlik * 2007                           | Nepomuk Schlik * 2007                           | Nepomuk Schlik * 2007                           | Nepomuk Schlik * 2007                           | Nepomuk Schlik * 2007                           |                                     |                                     | Josephine Schliková * 2010                          | Josephine Schliková * 2010                          | Josephine Schliková * 2010                          | Josephine Schliková * 2010                          | Josephine Schliková * 2010                          | Josephine Schliková * 2010                          |                                             |                                             |                                                               |                                                               |                                                               |                                                               |                                                               |                                                               |                                     |                                     |                                           |                                           |                                           |                                           |                                           |                                           |                                       |                                       |                                                  |                                                  |                                                  |                                                  |                                                                   |                                                                   |                                                                   |                                                                   |                                                                   |                                                                   |                                          |                                          |                                                       |                                                       |                                                       |                                                       |                                                             |                                                       |                                                      |                                                      |                                                      |                                                      |                                         |                                         |                                                  |                                                  |                                                  |                                                  |                                                  |                                                  |  |  |                                             |                                    |                                    |                                    |                                    |                                    |  |  |                             |                             |                             |                             |                             |                             |  |  |
| Caspar Schlik * 2005                                | Caspar Schlik * 2005                                | Caspar Schlik * 2005                                | Caspar Schlik * 2005                                | Caspar Schlik * 2005                                | Caspar Schlik * 2005                                |  |  | Nepomuk Schlik * 2007                           | Nepomuk Schlik * 2007                           | Nepomuk Schlik * 2007                           | Nepomuk Schlik * 2007                           | Nepomuk Schlik * 2007                           | Nepomuk Schlik * 2007                           |                                     |                                     | Josephine Schliková * 2010                          | Josephine Schliková * 2010                          | Josephine Schliková * 2010                          | Josephine Schliková * 2010                          | Josephine Schliková * 2010                          | Josephine Schliková * 2010                          |                                             |                                             |                                                               |                                                               |                                                               |                                                               |                                                               |                                                               |                                     |                                     |                                           |                                           |                                           |                                           |                                           |                                           |                                       |                                       |                                                  |                                                  |                                                  |                                                  |                                                                   |                                                                   |                                                                   |                                                                   |                                                                   |                                                                   |                                          |                                          |                                                       |                                                       |                                                       |                                                       |                                                             |                                                       |                                                      |                                                      |                                                      |                                                      |                                         |                                         |                                                  |                                                  |                                                  |                                                  |                                                  |                                                  |  |  |                                             |                                    |                                    |                                    |                                    |                                    |  |  |                             |                             |                             |                             |                             |                             |  |  |